# Les Mathes
Les Mathes (prononcé [lɛ.mat]) est une commune du Sud-Ouest de la France, située dans le département de la Charente-Maritime (région Nouvelle-Aquitaine). Ses habitants sont appelés les Mathérons et les Mathérones.
Localisée dans la partie nord-ouest de la presqu'île d'Arvert et du Royannais, cette commune à vocation essentiellement résidentielle et touristique est une des composantes de la banlieue ouest de Royan. Son territoire peut être divisé en deux pôles distincts : d’une part, le bourg des Mathes proprement dit, correspondant au centre-ville et où sont implantés la mairie et l’école, et d’autre part, le quartier moderne de La Palmyre, édifié en bord de mer dans le courant des années 1960, qui compte parmi les principales stations balnéaires de la Côte de Beauté. Implanté au cœur de la forêt domaniale de la Coubre, il bénéficie d’une situation de « balcon » sur l'océan Atlantique, l’embouchure de la Gironde et la vaste baie de Bonne Anse. Le quartier concentre la plupart des activités économiques de la commune (commerces, supermarchés, campings) dont le célèbre Zoo de la Palmyre, un des plus importants parcs zoologiques privés d’Europe, accueillant chaque année plus de 800 000 visiteurs, ainsi que deux clubs de vacances (Club Med et Belambra).
Au nord-ouest, la pointe de la Coubre et son célèbre phare marque la limite administrative avec la commune de La Tremblade et le début de la Côte Sauvage, avec le spot de surf de La Palmyre. Au sud, la Grande-Côte s’étend jusqu’à Saint-Palais-sur-Mer ; à l’est et au sud-est enfin, les marais des « mattes » se rattachent aux marais de Saint-Augustin et se prolongent jusqu’à Arvert, Étaules et Saint-Augustin.
Les Mathes font partie du secteur Nord de la Communauté d'agglomération Royan Atlantique, structure intercommunale rassemblant 81 896 habitants (2014).

## Géographie

Position des Mathes en Charente-Maritime.

La commune des Mathes est située au sud-ouest du département de la Charente-Maritime, dans l'ancienne province de Saintonge. Appartenant au midi atlantique, elle peut être rattachée à deux grands ensembles géographiques, le Grand Ouest français et le Grand Sud-Ouest français.
Longtemps simple village tourné vers les activités maraîchères et forestières, la création d'un complexe balnéaire à proximité de la baie de Bonne Anse, dans les années 1960-1970, a métamorphosé la commune. Originellement conçue comme un simple prolongement du village, la station balnéaire de La Palmyre est devenue un centre urbain à part entière avec ses propres infrastructures, centres commerciaux, galeries marchandes et annexes des principaux services publics. C'est également le poumon économique de la cité, grâce à son parc zoologique de réputation internationale, son Club Med et son port de plaisance.
La commune est située dans la partie occidentale de la presqu'île d'Arvert, au cœur d'une forêt domaniale de 8 000 hectares, la forêt de la Coubre, qui forme une vaste pinède. Le sol y est constitué d'un plateau calcaire entouré de terres argileuses dans sa partie septentrionale, là où s'étendait autrefois un étang nommé Le Barbareu, tandis qu'au sud, il est de nature sablonneuse. Le littoral, qui s'étend le long de l'océan Atlantique, à proximité de l'embouchure de la Gironde, est constitué de vastes étendues dunaires, prolongées par une baie formant une sorte de lagon, la baie de Bonne Anse. Deux plages se situent sur le littoral communal : l'une, la plage de La Palmyre, protégée des courants par la baie de Bonne Anse, est propice à la baignade, tandis que la plage de la Côte-Sauvage, que la ville partage avec la commune de La Tremblade, est plus adaptée aux sports nautiques, en particulier le surf. Située face à l'île d'Oléron, et orientée plein ouest, elle est en proie à de forts courants et à des phénomènes de baïnes. Il n'est pas rare d'y voir des vagues spectaculaires.

### Localisation
La commune se situe sur le littoral Atlantique, à environ 10 kilomètres au nord-ouest de la ville de Royan, 60 kilomètres au sud de la préfecture du département, La Rochelle, et une centaine de kilomètres au nord de la ville de Bordeaux. Le phare de la Coubre marque la limite avec la commune de La Tremblade.
| La Tremblade     | Arvert     | Étaules              |
|                  | des Mathes | Saint-Augustin       |
| Océan Atlantique |            | Saint-Palais-sur-Mer |

### Axes de communication
La D 25, qui constitue le prolongement de la rocade de Royan, traverse la commune dans sa partie méridionale : c'est la principale voie d'accès vers le quartier de La Palmyre. Atteignant également le promontoire sur lequel se trouve le phare de la Coubre, elle remonte ensuite vers le nord, en direction de Ronce-les-Bains, station balnéaire de la ville de La Tremblade.
Une voie rapide, la D 141, permet de relier le quartier de La Palmyre à la ville d'Arvert, située au nord de la commune, via le centre-ville. Traversant la pinède et bordant l'hippodrome de Royan-La Palmyre, elle est également appelée avenue des Mathes.
Une route touristique, que l'on atteint depuis le centre-ville des Mathes, conduit à la commune de Saint-Augustin, et au-delà, à la ville de Saint-Palais-sur-Mer. Elle ménage de beaux points de vue sur les marais d'Étaules et de Saint-Augustin et les hameaux pittoresques qui y sont implantés.
La commune n'est pas desservie par le chemin de fer. La gare SNCF la plus proche se trouve à Royan. Celle-ci accueille des TER Nouvelle-Aquitaine et des trains Intercités : des bus de la compagnie Cara'Bus partent régulièrement de la gare vers les communes de l'agglomération.
De même, les aéroports les plus proches sont ceux de La Rochelle-Île de Ré, lequel se situe à 70 kilomètres au nord, et celui de Bordeaux-Mérignac, à environ 100 kilomètres au sud-est. L'aéroport de Rochefort-Saint-Agnant, à 30 kilomètres au nord, accueille des vols charters, en particulier en provenance des Îles Britanniques ou du nord de l'Europe.
Les aérodromes de Royan-Médis et de Marennes-Saint-Just, à une quinzaine de kilomètres, sont réservés à l'aviation légère.

### Hydrographie

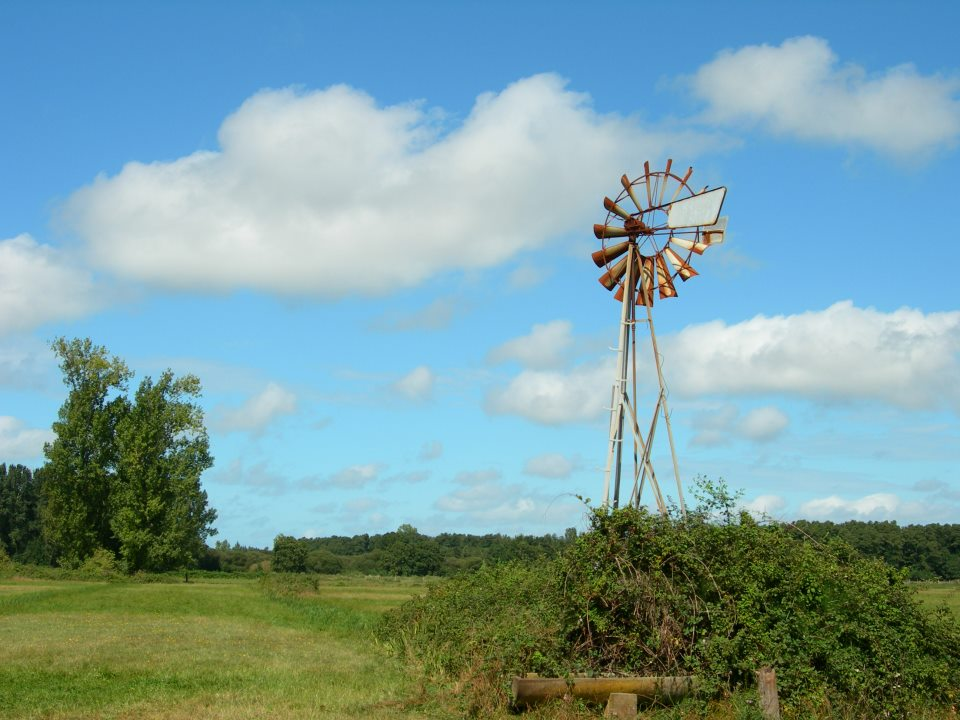
Le marais de Bréjat entre Les Mathes et La Palmyre.

La commune est entourée dans sa partie septentrionale par les anciens marais d'Arvert et des marais de Saint-Augustin, sillonnés de nombreux chenaux. Entre les Mathes et le petit quartier balnéaire de La Palmyre se trouve le marais de Bréjat. Dans la partie méridionale et occidentale elle est baignée par l'océan Atlantique.

### Climat
Le climat est de type océanique aquitain : la pluviométrie est relativement élevée en automne et en hiver et les hivers sont doux. L'été reste tempéré grâce à la brise marine. Deux vents venant de l'océan, le noroît et le suroît, soufflent sur les côtes du département. L'ensoleillement de la côte charentaise est très important : avec 2 250 heures par an, il est comparable à celui que connaît une partie de la côte méditerranéenne.

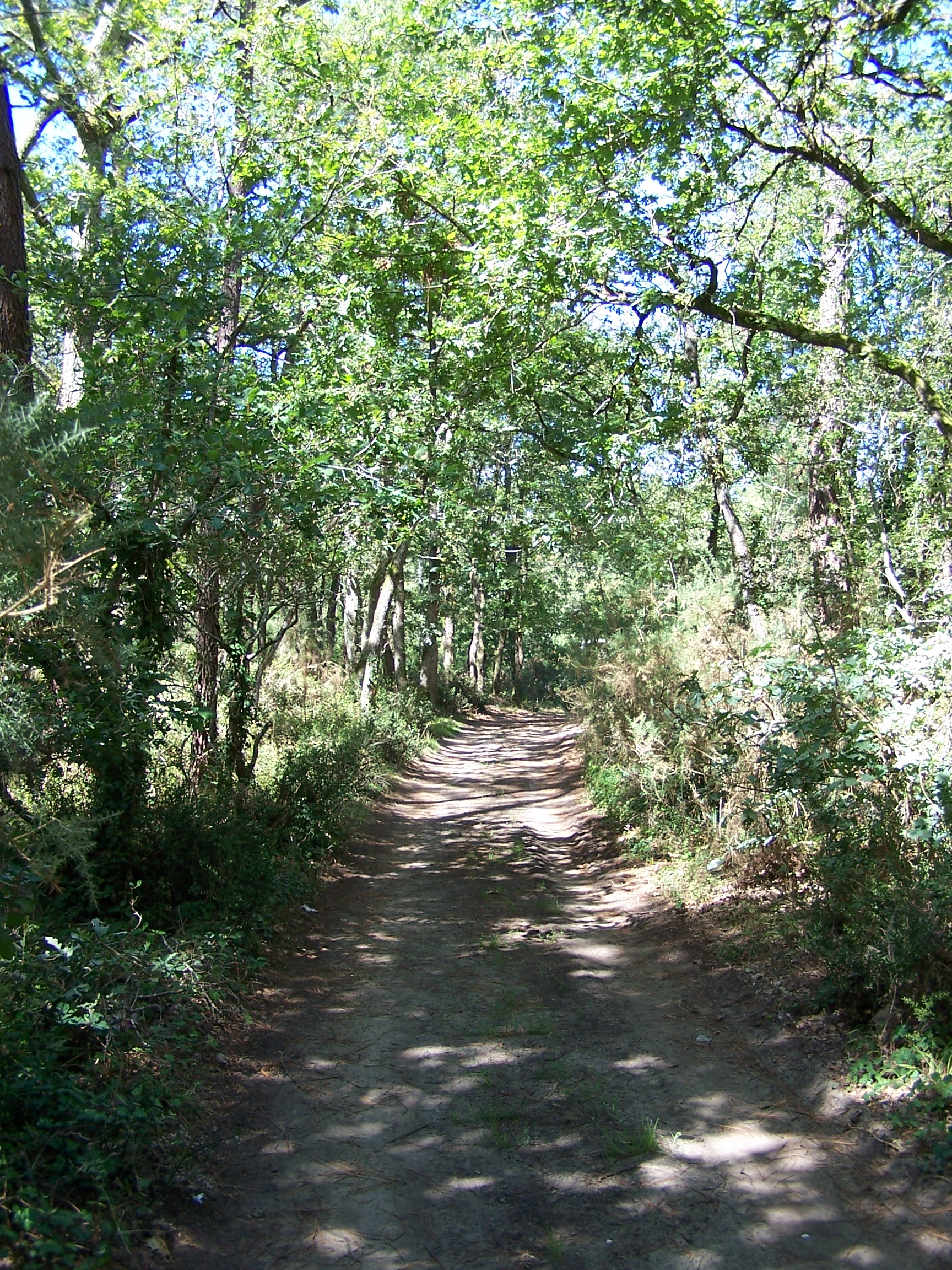
Sentier dans la forêt domaniale de la Coubre.

Les relevés de la station météorologique de La Rochelle entre 1946 et 2000 permettent de déterminer quelques dates majeures au point de vue climatique en Charente-Maritime : ainsi, au cours de cette période, la température la plus froide est relevée le 15 février 1956 : −13,6 °C. 
Un pic de température (dépassé seulement au cours de la canicule de 2003) est atteint le 8 juillet 1982 avec près de 39 °C à l'ombre. 
Si 1953 est considérée comme l'année la plus sèche, 2000 est au contraire la plus pluvieuse.
La Charente-Maritime est le département français le plus durement touché par la tempête Martin du 27 décembre 1999. Les records nationaux de vents enregistrés sont atteints avec 198 km/h sur l'île d'Oléron et 194 km/h à Royan.
D'importants dégâts matériels sont relevés dans la commune (chute d'arbres, toitures arrachées, réseaux électriques et téléphoniques endommagés, infrastructures routières coupées).
Un an après le passage de la tempête Klaus (janvier 2009), la commune est sévèrement touchée par la tempête Xynthia (février 2010). Des rafales de vent atteignant les 137 km/h balaient la région royannaise
Le 15 décembre 2011 la commune est touchée par la tempête Joachim avec des vents de plus de 130 km/h.

#### Données générales
| Ville             | Ensoleillement · (h/an) | Pluie · (mm/an) | Neige · (j/an) | Orage · (j/an) | Brouillard · (j/an) |
| ----------------- | ----------------------- | --------------- | -------------- | -------------- | ------------------- |
| Médiane nationale | 1 852                   | 835             | 16             | 25             | 50                  |
| Les Mathes        | 2250                    | 755             | 4              | 13             | 26                  |
| Paris             | 1 717                   | 634             | 13             | 20             | 26                  |
| Nice              | 2 760                   | 791             | 1              | 28             | 2                   |
| Strasbourg        | 1 747                   | 636             | 26             | 28             | 69                  |
| Brest             | 1 555                   | 1 230           | 6              | 12             | 78                  |
| Bordeaux          | 2 070                   | 987             | 3              | 32             | 78                  |

| Mois                              | jan. | fév. | mars | avril | mai  | juin | jui. | août | sep. | oct. | nov. | déc. | année |
| --------------------------------- | ---- | ---- | ---- | ----- | ---- | ---- | ---- | ---- | ---- | ---- | ---- | ---- | ----- |
| Température minimale moyenne (°C) | 3,4  | 2,8  | 5,4  | 7,4   | 10,7 | 13,7 | 15,8 | 15,7 | 13,7 | 10,5 | 6,3  | 3,9  | 9,2   |
| Température moyenne (°C)          | 5,9  | 6,9  | 8,7  | 11,1  | 14,3 | 17,5 | 19,8 | 19,6 | 17,8 | 14,2 | 9,4  | 6,6  | 12,7  |
| Température maximale moyenne (°C) | 8,5  | 9,9  | 12,1 | 14,7  | 17,9 | 21,3 | 23,8 | 23,5 | 21,8 | 18   | 12,6 | 9,2  | 16,1  |
| Ensoleillement (h)                | 84   | 111  | 174  | 212   | 239  | 272  | 305  | 277  | 218  | 167  | 107  | 85   | 2 250 |
| Précipitations (mm)               | 82,5 | 66,1 | 57   | 52,7  | 61,1 | 42,9 | 35,1 | 46,4 | 56,5 | 81,6 | 91,8 | 81,8 | 755,3 |

### Toponymie
Du saintongeais motte, indiquant des terres marécageuses, et se rapportant probablement au fait que le village médiéval était bâti sur une île au milieu du vaste étang de Barbareu, asséché depuis.
Jusqu'au milieu du XIXe siècle, le village porta le nom de « Les Mattes » avant de devenir Les Mathes.

### Hameaux et lieux-dits
Les principaux hameaux de la commune sont :
- La Palmyre (quartier touristique au bord de la baie de Bonne Anse) : zoo de la Palmyre, phare de la Coubre, baie de Bonne Anse, église Notre-Dame de La Palmyre, villa Russe, villa Le Sextant, port de La Palmyre
- Le Grand Logis (à l'est du bourg des Mathes, sur le promontoire calcaire dominant le marais de Saint-Augustin) : Le Grand Logis (XVIIIe siècle).
- La Baraque (au sud du bourg des Mathes) : colonie de vacances d'Ivry-sur-Seine, villa La Baraque, villa Monsonci, Platanes du Roi de Rome.

Autres lieux habités : Cravans, la Sablière, la Fouasse, le Boursaud, le Chêne, la Garenne, les Gorins.

## Urbanisme

### Typologie
Au 1er janvier 2024, Les Mathes est catégorisée bourg rural, selon la nouvelle grille communale de densité à 7 niveaux définie par l'Insee en 2022.
Elle est située hors unité urbaine et hors attraction des villes,.
La commune, bordée par l'océan Atlantique, est également une commune littorale au sens de la loi du 3 janvier 1986, dite loi littoral. Des dispositions spécifiques d’urbanisme s’y appliquent dès lors afin de préserver les espaces naturels, les sites, les paysages et l’équilibre écologique du littoral, tel le principe d'inconstructibilité, en dehors des espaces urbanisés, sur la bande littorale des 100 mètres, ou plus si le plan local d’urbanisme le prévoit.

### Occupation des sols
L'occupation des sols de la commune, telle qu'elle ressort de la base de données européenne d’occupation biophysique des sols Corine Land Cover (CLC), est marquée par l'importance des forêts et milieux semi-naturels (57,5 % en 2018), en diminution par rapport à 1990 (68,6 %). La répartition détaillée en 2018 est la suivante : 
forêts (50,4 %), zones urbanisées (11,7 %), espaces verts artificialisés, non agricoles (10,7 %), zones agricoles hétérogènes (9,4 %), prairies (6,9 %), espaces ouverts, sans ou avec peu de végétation (5,4 %), terres arables (3,2 %), milieux à végétation arbustive et/ou herbacée (1,7 %), zones humides côtières (0,6 %). L'évolution de l’occupation des sols de la commune et de ses infrastructures peut être observée sur les différentes représentations cartographiques du territoire : la carte de Cassini (XVIIIe siècle), la carte d'état-major (1820-1866) et les cartes ou photos aériennes de l'IGN pour la période actuelle (1950 à aujourd'hui).

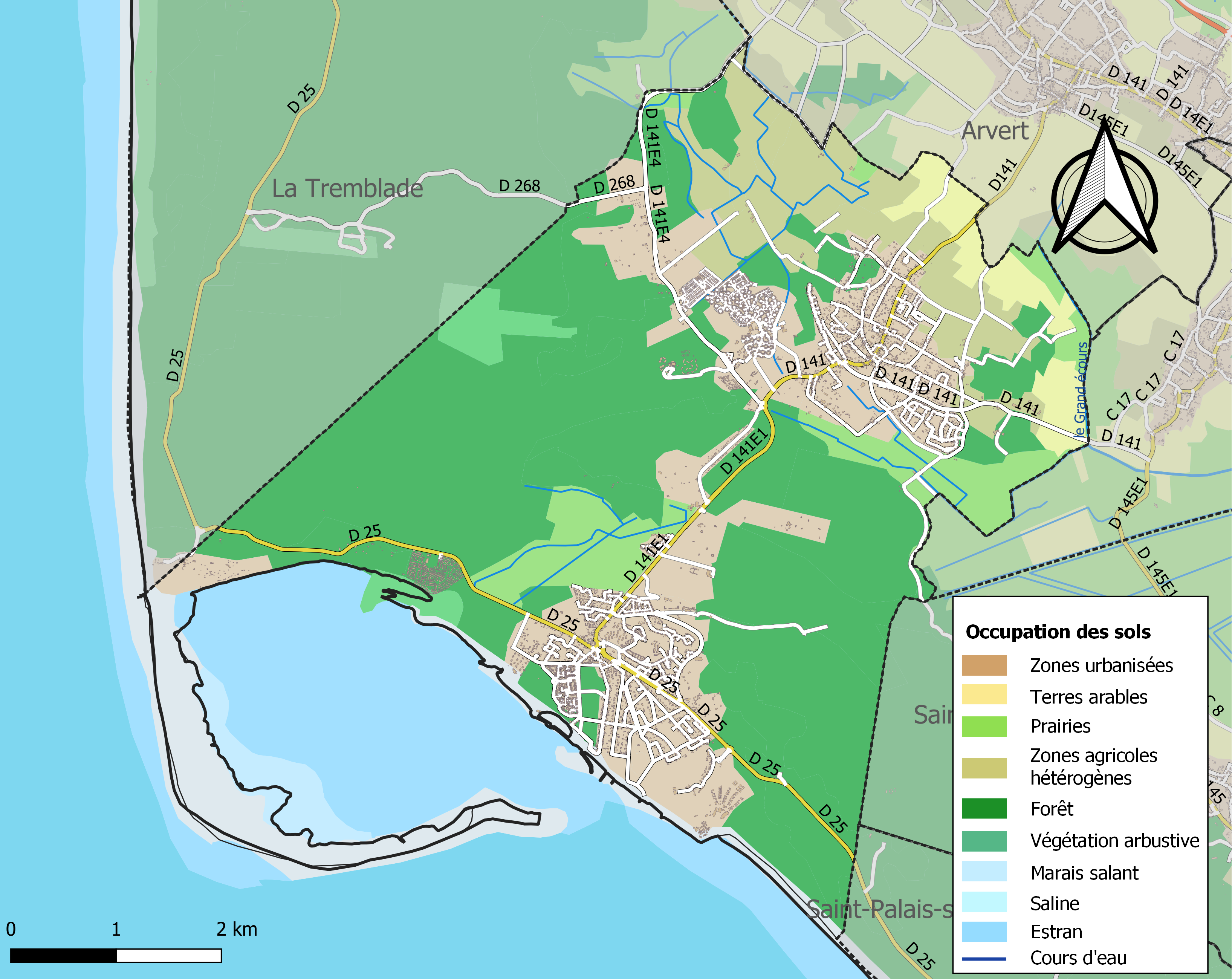
Carte des infrastructures et de l'occupation des sols de la commune en 2018 (CLC).

### Risques majeurs
Le territoire de la commune des Mathes est vulnérable à différents aléas naturels : météorologiques (tempête, orage, neige, grand froid, canicule ou sécheresse), inondations, feux de forêts, mouvements de terrains et séisme (sismicité modérée). Il est également exposé à un risque technologique, le transport de matières dangereuses. Un site publié par le BRGM permet d'évaluer simplement et rapidement les risques d'un bien localisé soit par son adresse soit par le numéro de sa parcelle.

#### Risques naturels
La commune fait partie du territoire à risques importants d'inondation (TRI) du littoral charentais-maritime, regroupant 40 communes concernées par un risque de submersion marine de la zone côtière, un des 21 TRI qui ont été arrêtés fin 2012 sur le bassin Adour-Garonne et confirmé en 2018 lors du second cycle de la Directive inondation, mais annulé en 2020. Les submersions marines les plus marquantes des XXe et XXIe siècles antérieures à 2019 sont celles liées à la tempête du 9 février 1924, à la tempête du 15 février 1957, aux tempêtes Lothar et Martin des 26 et 27 décembre 1999 et à la tempête Xynthia des 27 et 28 février 2010. D’une violence exceptionnelle, la tempête Xynthia a fortement endommagé le littoral de la Charente Maritime : douze personnes ont perdu la vie (essentiellement par noyade), des centaines de familles ont dû être relogées, et, sur un linéaire de l’ordre de 400 km de côte et de 225 km de défenses contre la mer, environ la moitié de ces ouvrages a subi des dommages plus ou moins importants. C’est environ 5 000 à 6 000 bâtiments qui ont été submergés et 40 000 ha de terres agricoles. La commune a été reconnue en état de catastrophe naturelle au titre des dommages causés par les inondations et coulées de boue survenues en 1982, 1993, 1999 et 2010,.
Les Mathes est exposée au risque de feu de forêt du fait de la présence sur son territoire du massif de la presqu’île d’Arvert, un massif classé à risque dans le plan départemental de protection des forêts contre les incendies (PDPFCI), élaboré pour la période 2017-2026 et qui fait suite à un plan 2007-2016. Les mesures individuelles de prévention contre les incendies sont précisées par divers arrêtés préfectoraux et s’appliquent dans les zones exposées aux incendies de forêt et à moins de 200 mètres de celles-ci. L’article L.131-1 du code forestier et l’arrêté du 2 décembre 2020 règlementent l'emploi du feu en interdisant notamment d’apporter du feu, de fumer et de jeter des mégots de cigarette dans les espaces sensibles et sur les voies qui les traversent sous peine de sanctions. Un autre arrêté du 2 décembre 2020 rend le débroussaillement obligatoire, incombant au propriétaire ou ayant droit,,,.

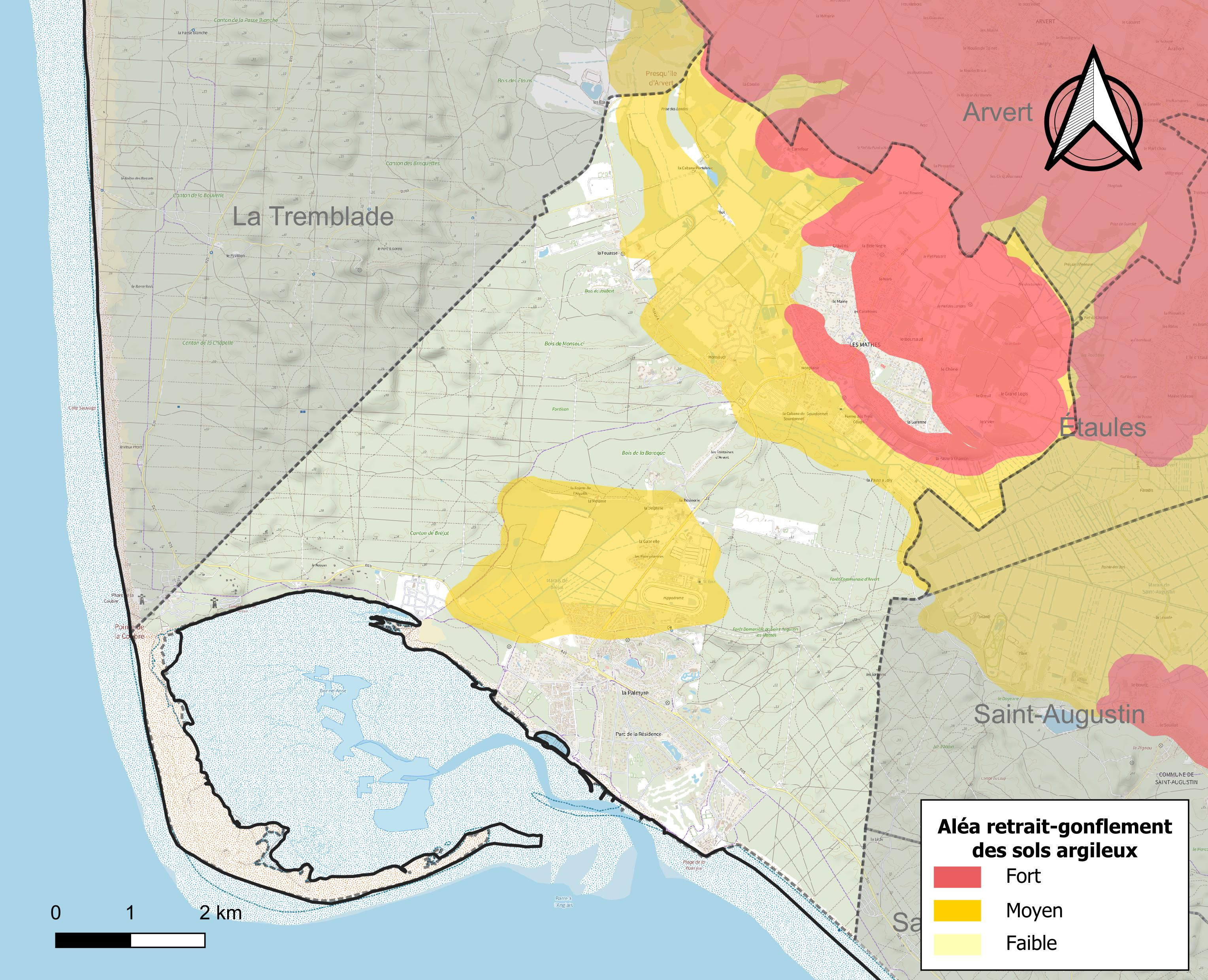
Carte des zones d'aléa retrait-gonflement des sols argileux des Mathes.

Les mouvements de terrains susceptibles de se produire sur la commune sont des tassements différentiels.
Le retrait-gonflement des sols argileux est susceptible d'engendrer des dommages importants aux bâtiments en cas d’alternance de périodes de sécheresse et de pluie. 38,1 % de la superficie communale est en aléa moyen ou fort (54,2 % au niveau départemental et 48,5 % au niveau national). Sur les 4 396 bâtiments dénombrés sur la commune en 2019, 2 006 sont en aléa moyen ou fort, soit 46 %, à comparer aux 57 % au niveau départemental et 54 % au niveau national. Une cartographie de l'exposition du territoire national au retrait gonflement des sols argileux est disponible sur le site du BRGM,.
Par ailleurs, afin de mieux appréhender le risque d’affaissement de terrain, l'inventaire national des cavités souterraines permet de localiser celles situées sur la commune.
Concernant les mouvements de terrains, la commune a été reconnue en état de catastrophe naturelle au titre des dommages causés par la sécheresse en 2003, 2005 et 2017 et par des mouvements de terrain en 1999 et 2010.

#### Risques technologiques
Le risque de transport de matières dangereuses sur la commune est lié à sa traversée par une ou des infrastructures routières ou ferroviaires importantes ou la présence d'une canalisation de transport d'hydrocarbures. Un accident se produisant sur de telles infrastructures est susceptible d’avoir des effets graves sur les biens, les personnes ou l'environnement, selon la nature du matériau transporté. Des dispositions d’urbanisme peuvent être préconisées en conséquence.

## Histoire

### Les origines
Le village est mentionné pour la première fois en 1043, dans une charte indiquant l'appartenance de l'église Saint-Cyr et Sainte-Julitte à l'abbaye de Vaux. À cette époque, le village était une île, située dans l'ancien étang de Barbareu, lequel avait lui-même succédé au golfe d'Arvert, qui s'ouvrait encore sur l'océan au début de notre ère. Le village est rattaché à la paroisse d'Arvert au milieu du XIIIe siècle, avant de devenir une paroisse autonome en 1671.

### Une lutte contre les éléments

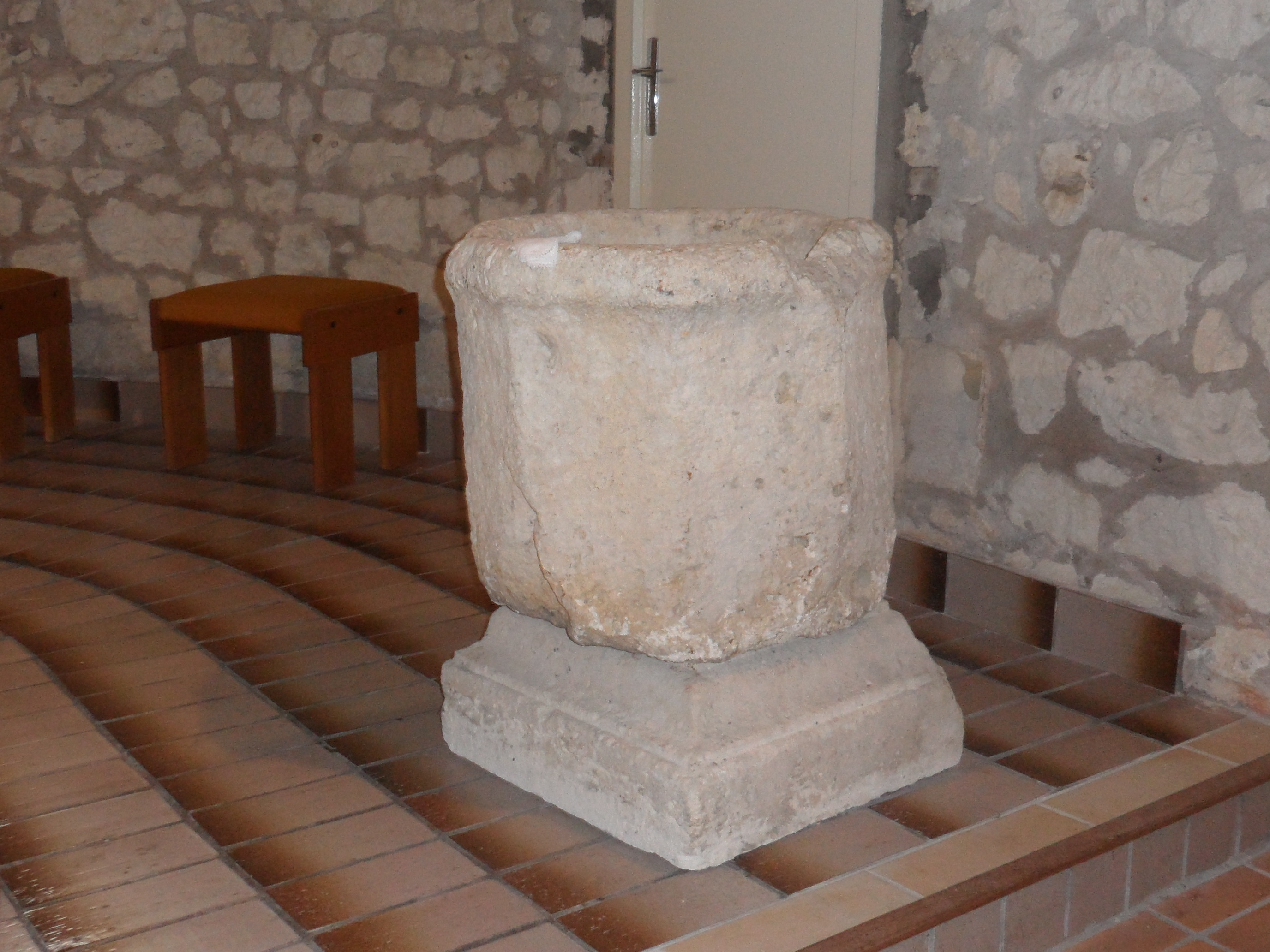
Fonts baptismaux de Notre-Dame-de-Buze.

Le XVIIe siècle fut une époque de grands travaux, afin de maîtriser un littoral devenu particulièrement dangereux du fait de déboisements inconsidérés : les massifs forestiers étant la seule protection contre le déplacement des dunes, prêtes à ensevelir les habitations du fait de l'action du vent. Malgré ces précautions, un village situé au nord de La Palmyre, connu sous le nom de Notre-Dame-de-Buze, est entièrement enseveli par les sables. S'il n'en reste guère de vestiges, mis à part quelques pierres de l'église et quelques débris au milieu de la forêt, les chroniques de l'époque nous apprennent que cette ancienne localité comportait une église et une léproserie. Les fonts baptismaux de l'église de Notre-Dame-de-Buze sont maintenant situés dans l'église Saint-Cyr-et-Sainte-Julitte des Mathes.

### La Révolution
Pendant la Révolution, les terres de la baronnie d'Arvert, de laquelle dépend la paroisse, sont vendues comme biens nationaux, avant de revenir à leur ancien propriétaire, le marquis de Conflans, au moment de la restauration. Durant le Premier Empire, en 1811, deux platanes sont plantés symboliquement, afin de célébrer le mariage de Napoléon Ier du 2 avril 1810 et non comme il a été dit en 1811 à la naissance du « Roi de Rome ». Toujours debout, les platanes du Roi de Rome devinrent des monuments naturels classés le 20 septembre 1932. La seconde partie du XIXe siècle verra également la plantation d'un vaste massif forestier constitué pour l'essentiel de pins maritimes : la forêt de La Coubre. Tout comme pour le massif forestier des Landes de Gascogne (qui s'étend depuis Le Verdon-sur-Mer, de l'autre côté de l'estuaire de la Gironde, jusqu'au sud de la Gascogne, dans l'actuel département des Landes), l'objectif était de fixer les dunes du littoral. La plantation de cette forêt de presque 10 000 hectares permit le développement de l'industrie du gemmage, qui fut prédominante jusque vers la décennie 1950-1960.

### Le développement du tourisme
Dans les années 1930, on commence à bâtir des villas balnéaires pour des personnalités attirées par le climat privilégié et les vertus de l'air marin. À l'époque il n'y avait qu'un seul chemin pour accéder à ces quelque villas et un Tramway automoteur qui servit à acheminer les matériaux lors de la construction du phare de la Coubre en 1905. Ainsi, en 1930, un prince russe en exil fait bâtir la villa russe, d'inspiration slave, puis en 1935, c'est la villa le sextant qui est bâtie face à la villa russe par l'architecte Le Corbusier.

### La naissance deLa Palmyre

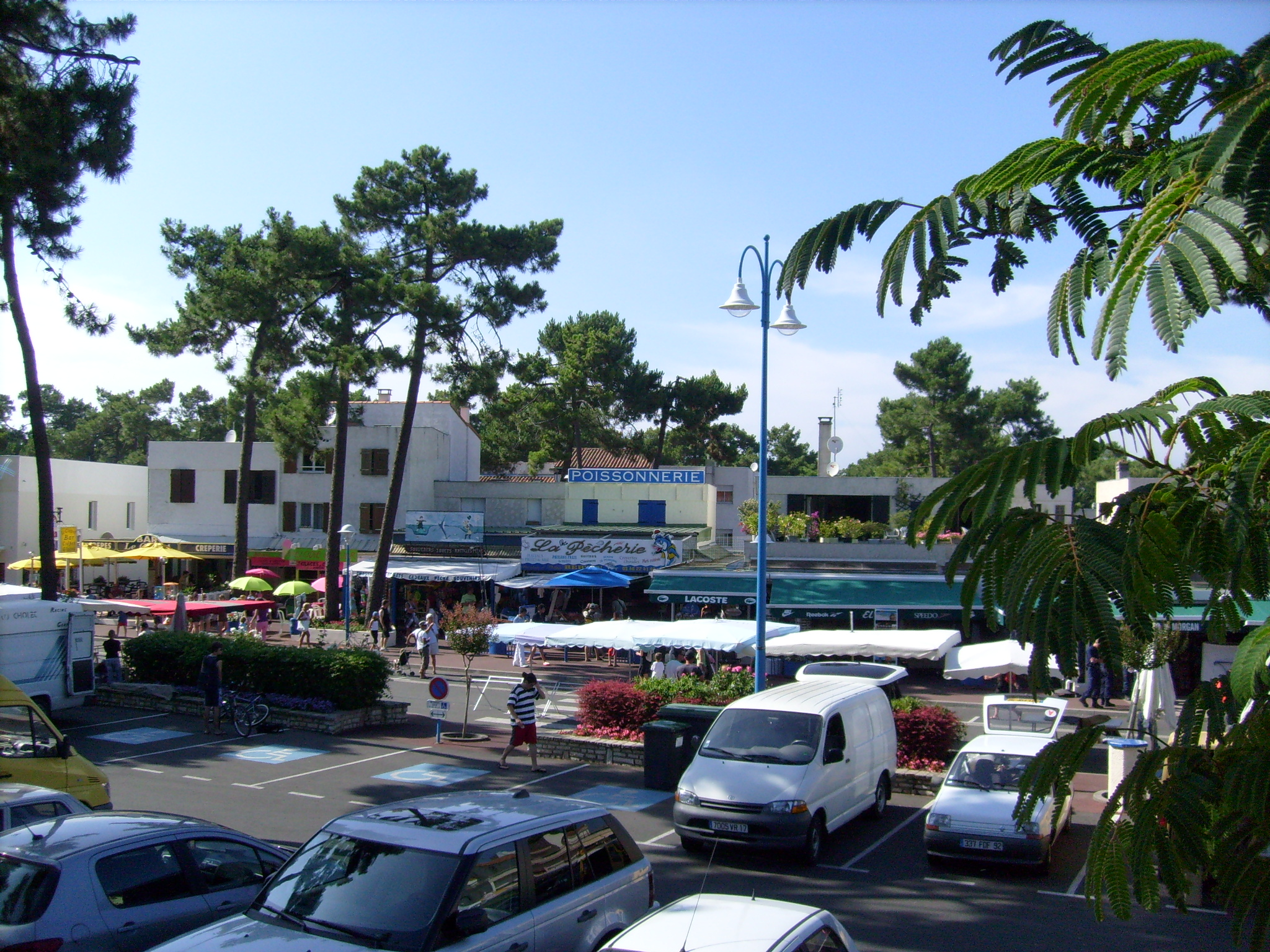
Centre-ville de La Palmyre.

La Palmyre verra le jour en 1960 par Léon Nicolle, maire des Mathes. À partir du hameau appelé Le Clapet, elle est conçue comme une station balnéaire indépendante du village primitif : elle est représentative de l'architecture moderniste, tout comme plusieurs villes de la région. En 1966, Claude Caillé fonde le zoo de la Palmyre, appelé à devenir l'un des plus réputés d'Europe, et qui assure une partie de la prospérité de la commune.
En 1976, un violent incendie se déclara à proximité de La Palmyre, obligeant à évacuer en urgence les 800 animaux que comptait alors le zoo. Par miracle, les flammes s'arrêtèrent à quelques mètres de celui-ci, mais des centaines d'hectares de forêt furent réduits en cendres. Afin d'éviter que ce sinistre n'attise la convoitise de promoteurs immobiliers, le conservatoire du littoral décida en 1978 d'acquérir plusieurs parcelles du massif forestier de La Coubre, notamment la forêt des Combots d'Ansoine, qui se situe à l'entrée de La Palmyre.
 En 1999, la tempête Martin qui balaya la région causa de nouveaux dégâts dans la commune, notamment du fait des nombreuses chutes d'arbres. D'après l'ONF, ce sont l'équivalent de dix années de récoltes qui auraient disparu durant cette tempête.

## Jumelages
- Antey-Saint-André (Italie), depuis le 17 septembre 1989.

## Politique et administration

### Administration municipale
De 1789 à 1799, en vertu de la loi du 14 décembre 1789, les agents municipaux (maires) sont élus au suffrage direct pour 2 ans et rééligibles, par les citoyens actifs de la commune âgés d'au moins 25 ans, contribuables payant une contribution au moins égale à 3 journées de travail dans la commune. Sont éligibles ceux qui paient un impôt équivalent au moins à dix journées de travail.

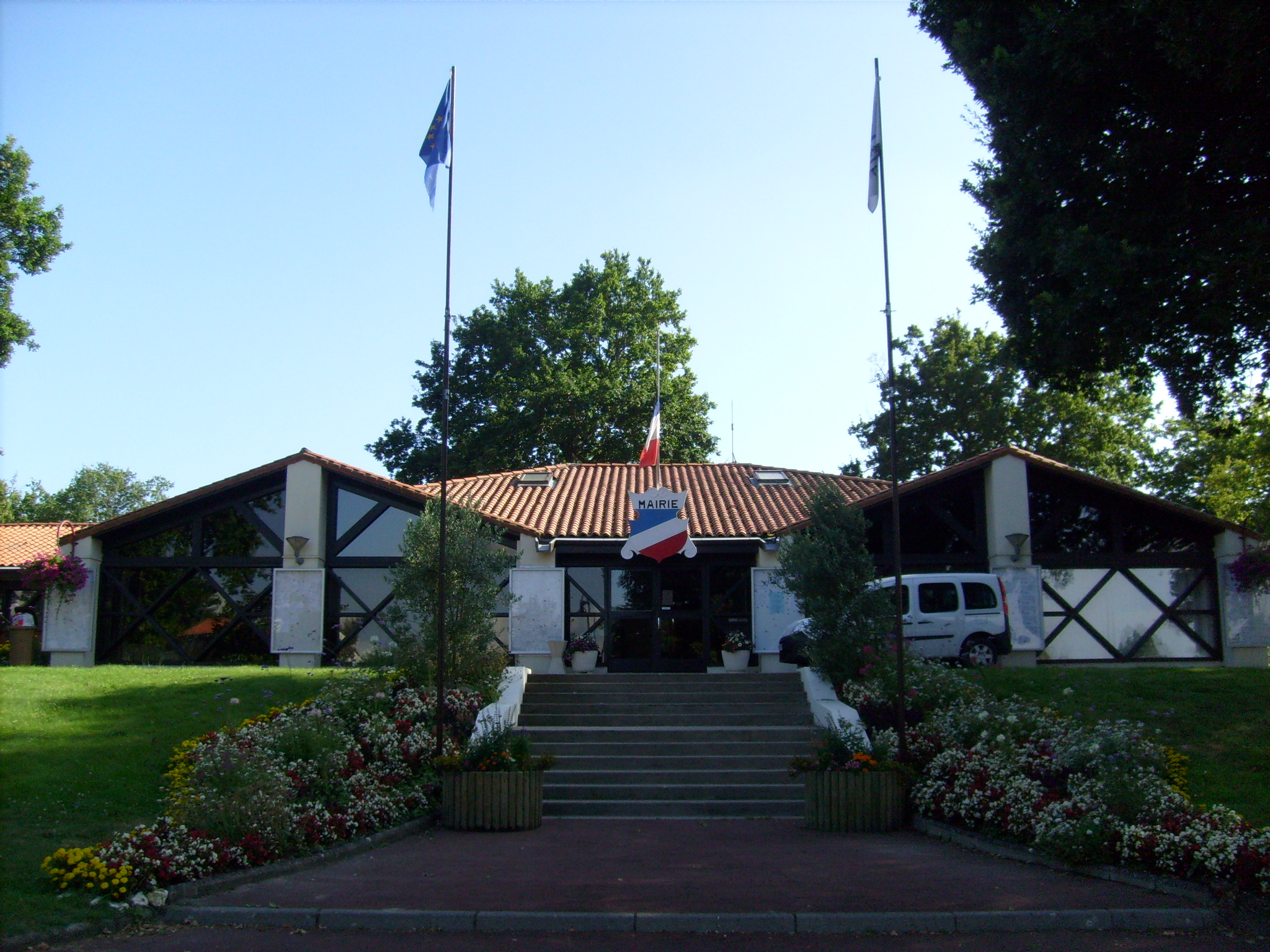
La Mairie des Mathes

De 1799 à 1848, La constitution du 22 frimaire an VIII (13 décembre 1799) revient sur l’élection du maire, les maires sont nommés par le préfet pour les communes de moins de 5 000 habitants. La Restauration instaure la nomination des maires et des conseillers municipaux. Après les lois organiques 1831, les maires sont nommés (par le roi pour les communes de plus de 3 000 habitants, par le préfet pour les plus petites), mais les conseillers municipaux sont élus au suffrage censitaire pour six ans.
Du 3 juillet 1848 à 1851, les maires sont élus par le conseil municipal pour les communes de moins de 6 000 habitants.
De 1851 à 1871, les maires sont nommés par le préfet, pour les communes de moins de 3 000 habitants et pour 5 ans à partir de 1855. Après 1871, les maires sont de nouveau élus, sauf dans les chefs-lieux (de départements, d'arrondissements ou de cantons).
Ce n'est que le 28 mars 1882, qu'une loi sur l’organisation municipale (encore en vigueur) est votée, et qui régit le principe de l'élection du maire et des adjoints par le conseil municipal, quelle que soit l'importance de la commune (sauf pour Paris). La loi du 5 avril 1884 fixe le mandat à quatre ans, durée portée le 10 avril 1929 à six ans.
Du fait de sa taille, la commune dispose d'un conseil municipal de 19 membres (article L2121-2 du Code général des collectivités territoriales).

### Liste des maires
| Période                                  | Période        | Identité               | Étiquette | Qualité                                                                     |
| ---------------------------------------- | -------------- | ---------------------- | --------- | --------------------------------------------------------------------------- |
| Les données manquantes sont à compléter. |                |                        |           |                                                                             |
| mai 1808                                 | août 1812      | Pierre Auguste Godet   |           |                                                                             |
| mai 1813                                 | juin 1815      | Julien Léon Chevallier |           |                                                                             |
| juin 1815                                | 1825           | Jacques Patour         |           |                                                                             |
| 1825                                     | octobre 1843   | Julien Léon Chevallier |           |                                                                             |
| octobre 1843                             | mars 1849      | Théodore Robin         |           |                                                                             |
| mars 1849                                | août 1852      | François Érable        |           |                                                                             |
| août 1852                                | février 1856   | Jean Bardon            |           |                                                                             |
| février 1856                             | juillet 1859   | François Counil        |           |                                                                             |
| juillet 1859                             | septembre 1870 | Jean Besson            |           |                                                                             |
| septembre 1870                           | mai 1871       | Jean Allain            |           |                                                                             |
| mai 1871                                 | février 1881   | Auguste Érable         |           |                                                                             |
| février 1881                             | juin 1888      | Pierre Léon Bellot     |           |                                                                             |
| juin 1888                                | 1923           | Lucien Lecocq          |           |                                                                             |
| 1923                                     | 1945           | Léon Nicolle           |           | Fondateur de la Palmyre                                                     |
| mai 1945                                 | octobre 1945   | Jean Albert Bireau     |           | Nommé par le Comité de Libération                                           |
| octobre 1945                             | octobre 1971   | Léon Nicolle           |           | Fondateur de la Palmyre                                                     |
| octobre 1971                             | mars 1977      | Henri Debennay         |           |                                                                             |
| mars 1977                                | mars 1985      | Pierre Sibard          |           |                                                                             |
| mai 1985                                 | mars 1989      | Georges Brisard        |           |                                                                             |
| mars 1989                                | octobre 1997   | Claude Caillé          |           | Fondateur du zoo de la Palmyre                                              |
| octobre 1997                             | avril 2014     | Robert Jono            | DVD       |                                                                             |
| avril 2014                               | juin 2018      | Philippe Gadreau       | DVD       |                                                                             |
| juin 2018                                | En cours       | Marie Bascle           | DVD       | Restauratrice[réf. nécessaire] 3e vice-présidente de la CA Royan Atlantique |

### Région
À la suite de la réforme administrative de 2014 ramenant le nombre de régions de France métropolitaine de 22 à 13, la commune appartient depuis le 1er janvier 2016 à la région Nouvelle-Aquitaine, dont la capitale est Bordeaux. De 1972 au 31 décembre 2015, elle a appartenu à la région Poitou-Charentes, dont le chef-lieu était Poitiers.

### Canton

Situation du canton de La Tremblade en Charente-Maritime.

Les Mathes sont une des neuf communes formant le canton de La Tremblade, dont le conseiller général est actuellement Jean-Pierre Tallieu.

### Intercommunalité
Les Mathes font partie de la communauté d'agglomération Royan Atlantique.

### Politique environnementale
Dans son palmarès 2024, le Conseil national de villes et villages fleuris de France a attribué deux fleurs à la commune.

## Démographie

### Évolution démographique
L'évolution du nombre d'habitants est connue à travers les recensements de la population effectués dans la commune depuis 1793. Pour les communes de moins de 10 000 habitants, une enquête de recensement portant sur toute la population est réalisée tous les cinq ans, les populations de référence des années intermédiaires étant quant à elles estimées par interpolation ou extrapolation. Pour la commune, le premier recensement exhaustif entrant dans le cadre du nouveau dispositif a été réalisé en 2005.

En 2022, la commune comptait 2 184 habitants, en évolution de +11,31 % par rapport à 2016 (Charente-Maritime : +4,04 %, France hors Mayotte : +2,11 %).
| 1793 | 1800 | 1806 | 1821 | 1831 | 1836 | 1841 | 1846 | 1851 |
| ---- | ---- | ---- | ---- | ---- | ---- | ---- | ---- | ---- |
| 554  | 511  | 486  | 510  | 616  | 615  | 700  | 702  | 711  |

| 1856 | 1861 | 1866 | 1872 | 1876 | 1881 | 1886 | 1891 | 1896 |
| ---- | ---- | ---- | ---- | ---- | ---- | ---- | ---- | ---- |
| 746  | 786  | 830  | 831  | 875  | 835  | 829  | 860  | 878  |

| 1901 | 1906 | 1911 | 1921 | 1926 | 1931 | 1936 | 1946 | 1954 |
| ---- | ---- | ---- | ---- | ---- | ---- | ---- | ---- | ---- |
| 889  | 880  | 854  | 795  | 754  | 732  | 772  | 878  | 794  |

| 1962 | 1968 | 1975 | 1982  | 1990  | 1999  | 2005  | 2006  | 2010  |
| ---- | ---- | ---- | ----- | ----- | ----- | ----- | ----- | ----- |
| 806  | 836  | 898  | 1 005 | 1 205 | 1 452 | 1 644 | 1 668 | 1 740 |

| 2015  | 2020  | 2022  | - | - | - | - | - | - |
| ----- | ----- | ----- | - | - | - | - | - | - |
| 1 945 | 2 178 | 2 184 | - | - | - | - | - | - |

### Pyramide des âges
La population de la commune est relativement âgée.
En 2018, le taux de personnes d'un âge inférieur à 30 ans s'élève à 19,7 %, soit en dessous de la moyenne départementale (29 %). À l'inverse, le taux de personnes d'âge supérieur à 60 ans est de 50,6 % la même année, alors qu'il est de 34,9 % au niveau départemental.
En 2018, la commune comptait 983 hommes pour 1 059 femmes, soit un taux de 51,86 % de femmes, légèrement inférieur au taux départemental (52,15 %).
Les pyramides des âges de la commune et du département s'établissent comme suit.
| Hommes | Classe d’âge | Femmes |
| ------ | ------------ | ------ |
| 0,6    | 90 ou +      | 1,7    |
| 13,5   | 75-89 ans    | 12,5   |
| 36,6   | 60-74 ans    | 36,3   |
| 15,6   | 45-59 ans    | 18,2   |
| 13,8   | 30-44 ans    | 11,8   |
| 9,5    | 15-29 ans    | 8,6    |
| 10,3   | 0-14 ans     | 11,0   |

| Hommes | Classe d’âge | Femmes |
| ------ | ------------ | ------ |
| 1,1    | 90 ou +      | 2,6    |
| 10,1   | 75-89 ans    | 12,6   |
| 22     | 60-74 ans    | 23,2   |
| 20,1   | 45-59 ans    | 19,7   |
| 16,1   | 30-44 ans    | 15,6   |
| 15,2   | 15-29 ans    | 12,7   |
| 15,4   | 0-14 ans     | 13,6   |

## Économie
La commune est au cœur d'un bassin d'emploi particulièrement attractif, la zone d'emploi de Royan (issue de la partition de l'ancienne zone d'emploi Saintonge maritime, qui regroupait de nombreuses communes du Pays Rochefortais, du Pays Marennes-Oléron et du Pays Royannais), forte de 27 753 emplois en 2008. La zone d'emploi de Royan est, avec celle de La Rochelle, la plus dynamique de l'ex-région Poitou-Charentes, toutes deux profitant « d'un tissu économique et d'une démographie dynamiques » (Insee). La croissance y est particulièrement soutenue, du fait du développement des activités tertiaires.

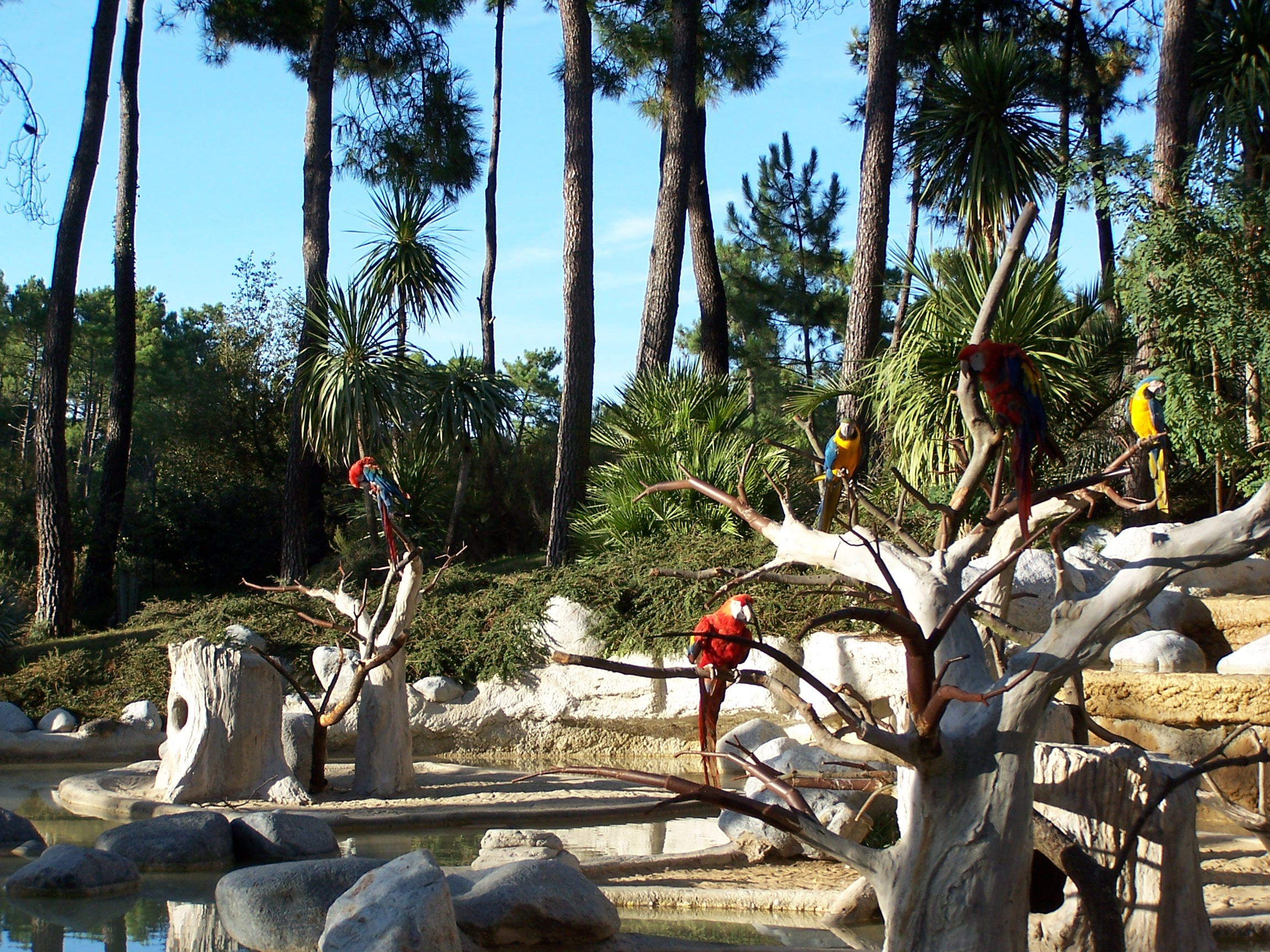
Le parc zoologique de La Palmyre, première entreprise de la commune.

Les principaux secteurs économiques sont le tourisme, l'aide aux particuliers ou aux entreprises, ainsi que le commerce. L'aide aux particuliers représente 40,7 % des emplois de la commune, le commerce, 25,9 %.
 Les autres secteurs d'activité sont la construction (7,9 %), l'industrie agroalimentaire (5,1 %) ou l'immobilier (3,2 %).
Une zone d'activité, la ZA du Néré, est implantée au nord du village des Mathes. Au total, ce sont près de 216 entreprises qui sont présentes sur l'ensemble du territoire communal.
L'une des entreprises les plus prospères de la commune est le zoo de La Palmyre, qui représente 9 millions d'euros de chiffre d'affaires à lui seul.
Le taux de chômage, qui culminait encore à 18 % en 1999, est descendu à 15,6 % en 2004, ce qui correspond approximativement à la moyenne départementale.
 Le taux d'activité des personnes entre 20 et 59 ans est de 84 %, soit un peu plus que la moyenne nationale (82,2 %).
D'une manière générale, la population est relativement aisée, avec une moyenne de 17 053 € par an et par ménage. Le taux de personnes propriétaires de leur logement est de 68,1 %.

## Culture

### Équipements culturels
La commune dispose d'une bibliothèque, laquelle est située à l’espace multi-loisirs des Mathes, qui regroupe également plusieurs associations.
Deux galeries d'art sont situées au centre de La Palmyre : on y expose principalement des œuvres d'artistes contemporains.
Deux boîtes à livres ont été installées dans la commune : en centre-bourg, derrière l'église et à La Palmyre, au carrefour du boulevard des Régates et de l'avenue de l'Atlantique. Ce concept d'origine américaine porté localement par le Lions Club permet à chacun de prendre et de déposer gratuitement des livres et des magazines.

### Langue saintongeaise

Aire linguistique du Saintongeais.

La commune est située dans l'aire linguistique du saintongeais, un dialecte faisant partie de la famille des langues d’oïl, branche des langues romanes, qui comprend également le français, l’angevin le picard et le poitevin avec lequel il est souvent regroupé dans un domaine plus vaste, le poitevin-saintongeais.
Le saintongeais  (saintonjhais) est la langue vernaculaire parlée dans les anciennes provinces d'Aunis, Saintonge et Angoumois. On l’appelle aussi le charentais ou encore le patois charentais. Les locuteurs sont dits patoisants.
Le saintongeais a fortement influencé l’acadien et en conséquence, par ricochet, le cadien ; quant au québécois, il a été influencé par les parlers tels que le normand, le francien et le saintongeais.
La langue saintongeaise présente de nombreux traits communs avec des langues telles que le cadien ou l'acadien, ce qui s'explique par les origines saintongeaises d'une partie des émigrants vers la Nouvelle-France au XVIIe siècle.

### Gastronomie
La gastronomie saintongeaise est principalement axée sur trois types de produits : les produits de la terre, les produits de la mer et les produits de la vigne.

Zone de production du cognac et du pineau.

Les préparations à base de viande de porc occupent une place prépondérante dans la cuisine régionale : ainsi des gratons ou des grillons, sortes de rillettes à base de viandes rissolées et confites dans leur graisse, du gigourit, un civet mêlant sang, gorge, foie et oignons, ou de la sauce de pire, à base de fressure, d'oignons et de vin blanc de pays.
La cuisine saintongeaise intègre tout naturellement de nombreuses recettes à base de « cagouilles », le nom local de l'escargot petit-gris. Animal tutélaire de la Saintonge, il est notamment cuisiné « à la charentaise », c'est-à-dire cuit dans un court-bouillon agrémenté de vin blanc, d'ail et de mie de pain.
Parmi les autres spécialités locales, il convient de noter également les pibales (alevins d'anguille pêchés dans la Gironde, spécialité des villes de Mortagne et de Blaye), les huîtres du bassin de Marennes-Oléron, les sardines de Royan, les « thyeusses de gueurnouilles » (cuisses de grenouilles) ou encore la sanglette, une galette préparée à base de sang de poulet et d'oignons cuits.
Les desserts traditionnels sont issus de la cuisine paysanne : millas (gâteau à la farine de maïs, qu'on retrouve dans une grande partie du Sud-Ouest de la France), galette charentaise, au beurre Charentes-Poitou, ou encore merveilles (beignets).
Les vignes de la région servent à la confection d'eaux-de-vie réputées, telles que le pineau des Charentes et plus encore, le cognac. La commune des Mathes est ainsi intégralement située dans la zone de production des « bois ordinaires ».

## Patrimoine communal

### Zoo de la Palmyre

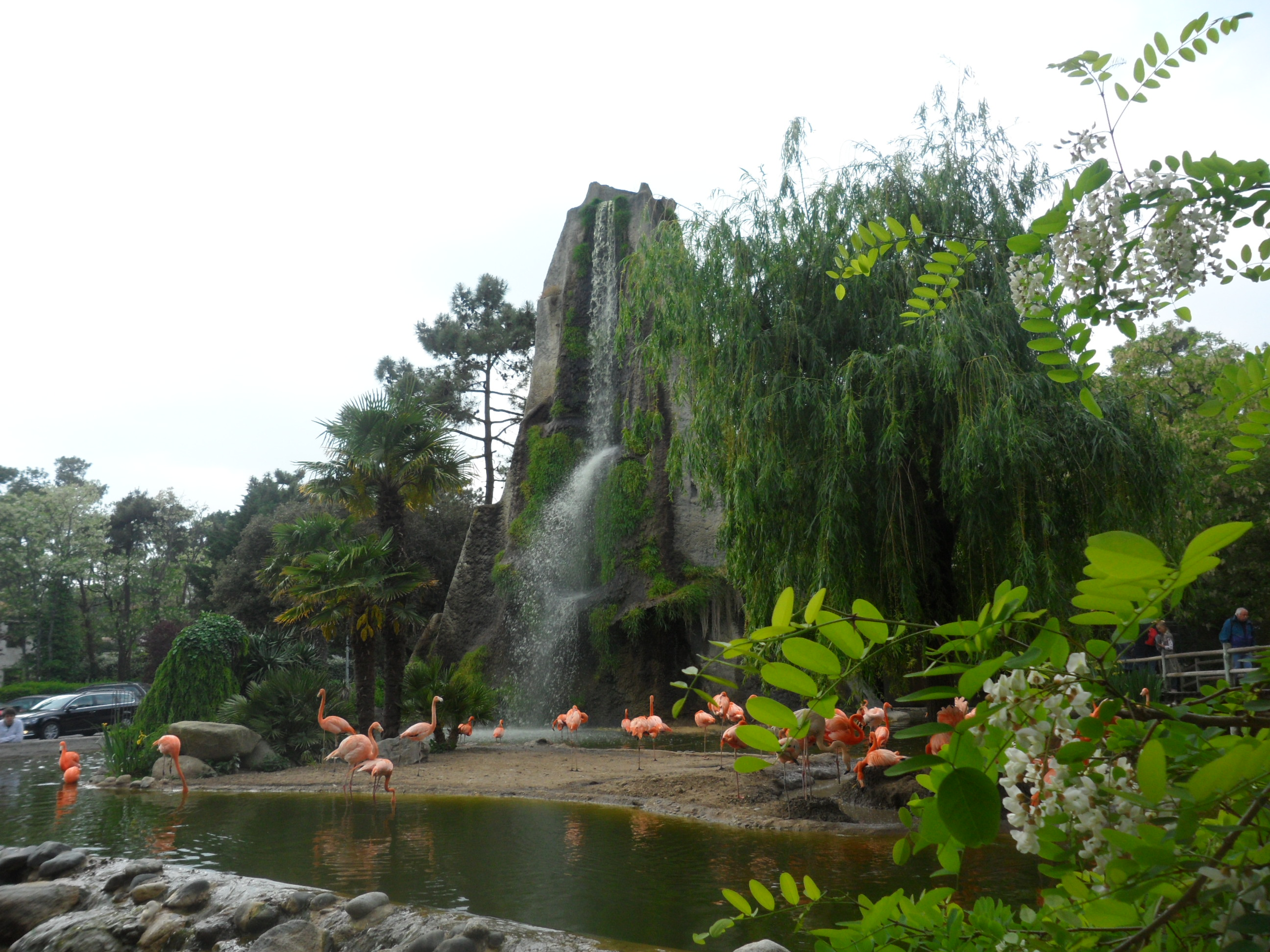
La cascade à l'entrée du zoo de la Palmyre.

Ce parc zoologique privé, l'un des plus renommés d'Europe, a été créé en 1966 par le Rochefortais Claude Caillé. S'étendant sur 14 hectares aménagés en jardin paysager dans un site naturel, il offre au visiteur l'opportunité d'observer plus de 1 600 animaux en tous genres, répartis en 130 espèces, tout au long d'un parcours de plus de 4 km.

### Phare de la Coubre
À 2,5 km à l'ouest de La Palmyre, il domine la baie de Bonne Anse.
Cet édifice de 64 mètres de haut est un des plus célèbres phares du littoral charentais. Construit en 1904, il succède à plusieurs édifices mis en service depuis 1830. Le plus important fut une tour de 57 mètres de haut, édifiée en 1895, mais qui, minée par les violents courants qui balaient la Côte Sauvage, finit par devenir dangereuse dès le début des années 1900, ce qui explique l'érection du phare actuel. L'ancien phare finit par s'effondrer totalement en 1907, et il n'en reste plus guère de vestiges. Le phare actuel, qui se situait à environ 1,5 kilomètre des côtes à l'origine, n'en est plus qu'à 250 mètres aujourd'hui, du fait du recul constant de la côte à cet endroit. Repeint en 2016, pour une meilleure visibilité des bateaux, il arbore une couleur rouge vif à son sommet et un fut blanc. Un damier, rouge et blanc a été peint au pied du phare. Du haut des 300 marches du phare, on profite d'un panorama sur la Côte Sauvage, l'île d'Oléron, l'estuaire de la Gironde et le phare de Cordouan...

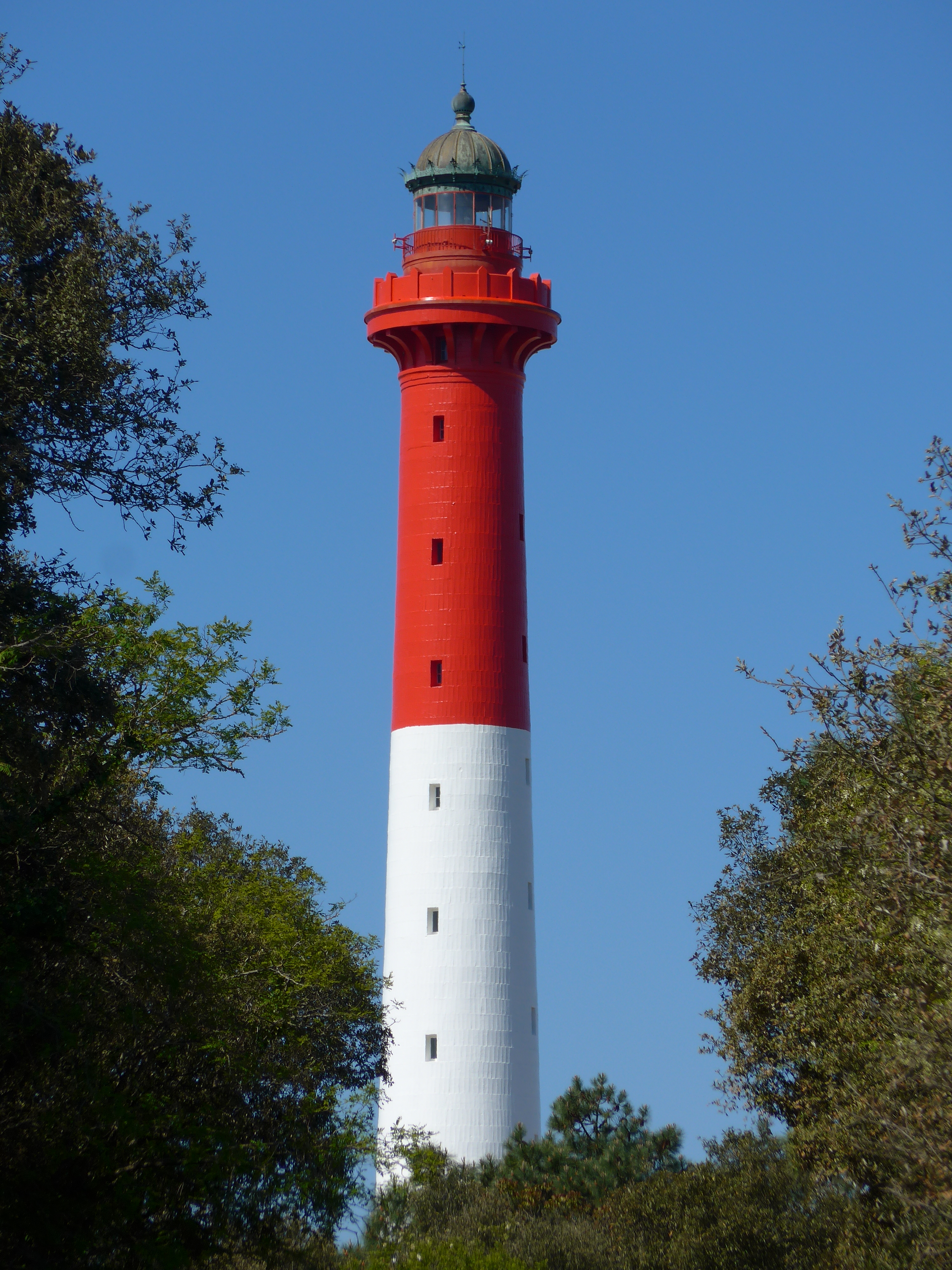
Le phare de La Coubre dans la forêt.

En 2005, pour le centenaire de sa mise en service, un écomusée a été créé retraçant l'histoire des précédents phares ainsi que les matériels nécessaires à leur fonctionnement.

### Lavilla Russe
Elle fut construite en 1930 pour le prince russe en exil Molostov, en reproduisant les caractéristiques de l'architecture traditionnelle russe. Basée sur un plan ovale, elle se compose de deux niveaux desservis par un double escalier intérieur, rendant plus facile l'accès aux différentes pièces, réparties autour du salon et de la cuisine, qui se situent à l'étage.
Elle fait actuellement l'œuvre de travaux et de remise en état de sa toiture en ardoise.

### Le parc d'attractions Lunapark
.

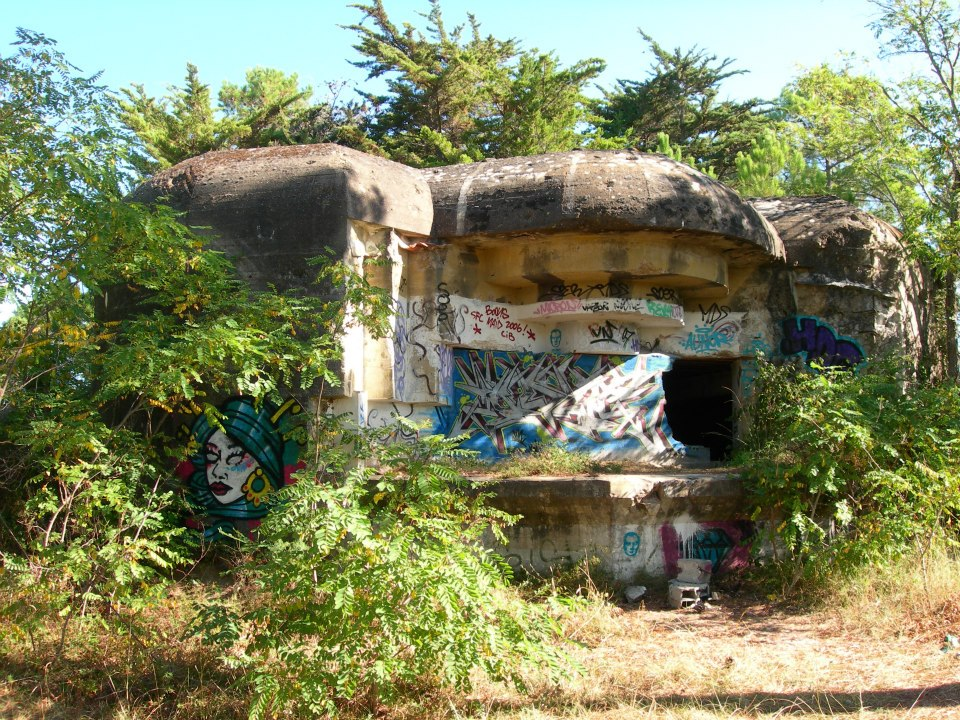
La batterie du Requin.

Le parc d'attractions Luna Park fut fondé en 1988. Malgré des débuts difficiles, c'est aujourd'hui le plus important parc d'attractions de la région royannaise. Les attractions proposées sont conçues pour divertir le plus grand nombre, et vont du palais du rire au méga-slide, un toboggan géant, en passant par l'inévitable manoir hanté, le wind-surf ou le simulateur 3D.

### Batterie Rest Adler Cosel (le Requin)
Construite sur l'emplacement d'une ancienne batterie de la marine nationale française nommé « Le Requin », elle fut réaménagée par les Allemands lors de la construction du mur de l'Atlantique dans la forêt de la Coubre. La batterie Rest Adler Cosel est située sur la dune du « Requin » sur le point culminant de la commune. Elle fut inscrite aux Monuments historiques le 24 juillet 2002.

## Patrimoine environnemental

### Labaie de Bonne Anse

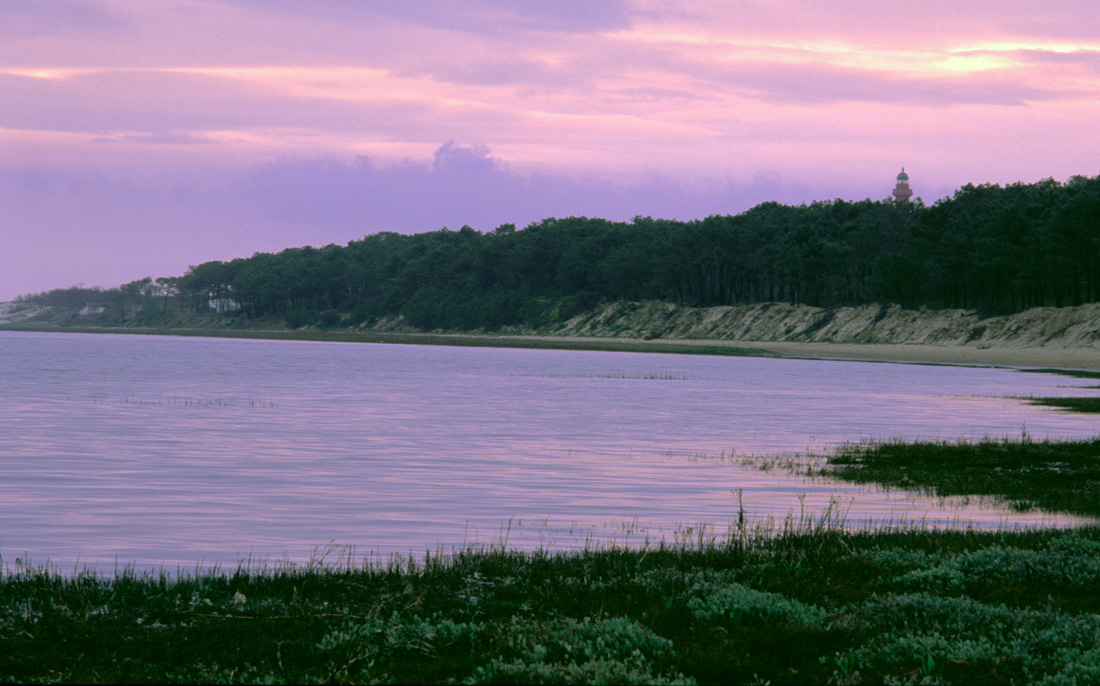
La baie de Bonne Anse.

Cette baie naturelle formant une sorte de lagon est un des lieux emblématiques de la côte de Beauté. Elle s'est formée il y a à peine plus de cent ans, et est en constante évolution, du fait des violents courants qui caractérisent cette portion de littoral, non loin de la Côte Sauvage. Elle forme une vaste étendue sablonneuse en arc de cercle, abritant de nombreuses espèces d'oiseaux migrateurs.
La baie de Bonne Anse est un lieu privilégié, tant pour les touristes que pour les pêcheurs de coquillages à marée basse, et les véliplanchistes à marée haute.
Le port de plaisance se situe à proximité. Celui-ci dispose d'un bassin à flot d'un mètre d'eau à marée basse, et est doté de deux cales de mise à l'eau.

### Platanes du Roi de Rome
Les platanes bicentenaires du Roi de Rome se trouvent dans le lieu-dit la Baraque. Ils ont été plantés en 1810 pour honorer le mariage de Napoléon Ier avec Marie Louise de Habsbourg Lorraine et marquent l'entrée de la forêt d'Arvert. Ces platanes sont répertoriés arbres remarquables de Charente-Maritime.

## Patrimoine religieux
Il y a deux églises catholiques dans la commune, l'église Saint-Cyr-et-Sainte-Julitte située en centre-ville des Mathes et la chapelle Notre-Dame dans le centre-ville de La Palmyre.
L'église Saint-Cyr-et-Sainte-Julitte doit son nom à saint Cyr et à sa mère sainte Julitte, deux martyrs chrétiens du IVe siècle.
Cette église, citée pour la première fois dans une charte datée de 1043, dépendait autrefois de l'abbaye de Vaux-sur-Mer. De style roman, elle a été largement remaniée au cours des siècles. Du fait de l'accroissement de la population au XVIIe siècle, une première campagne de travaux a lieu à partir de 1671, mais c'est au XIXe siècle que l'édifice prendra son allure actuelle. La flèche, d'inspiration néo-romane, est édifiée en 1869 par l'architecte Bonnet, originaire de Saint-Jean d'Angély. Elle surmonte un porche donnant accès à la nef, de plan très simple et comportant trois travées. Deux petites chapelles, ajoutées vers 1880, tiennent lieu de transept. L'abside, très sobre, est percée de trois baies, comportant des vitraux datant de la fin du XIXe siècle. Elle est voûtée en lambris de sapin rouge, à la suite de travaux effectués en 1973. La cloche de l'église est la seule partie de l'édifice à être classée monument historique, ce pour avoir sonné la révolte en 1789.

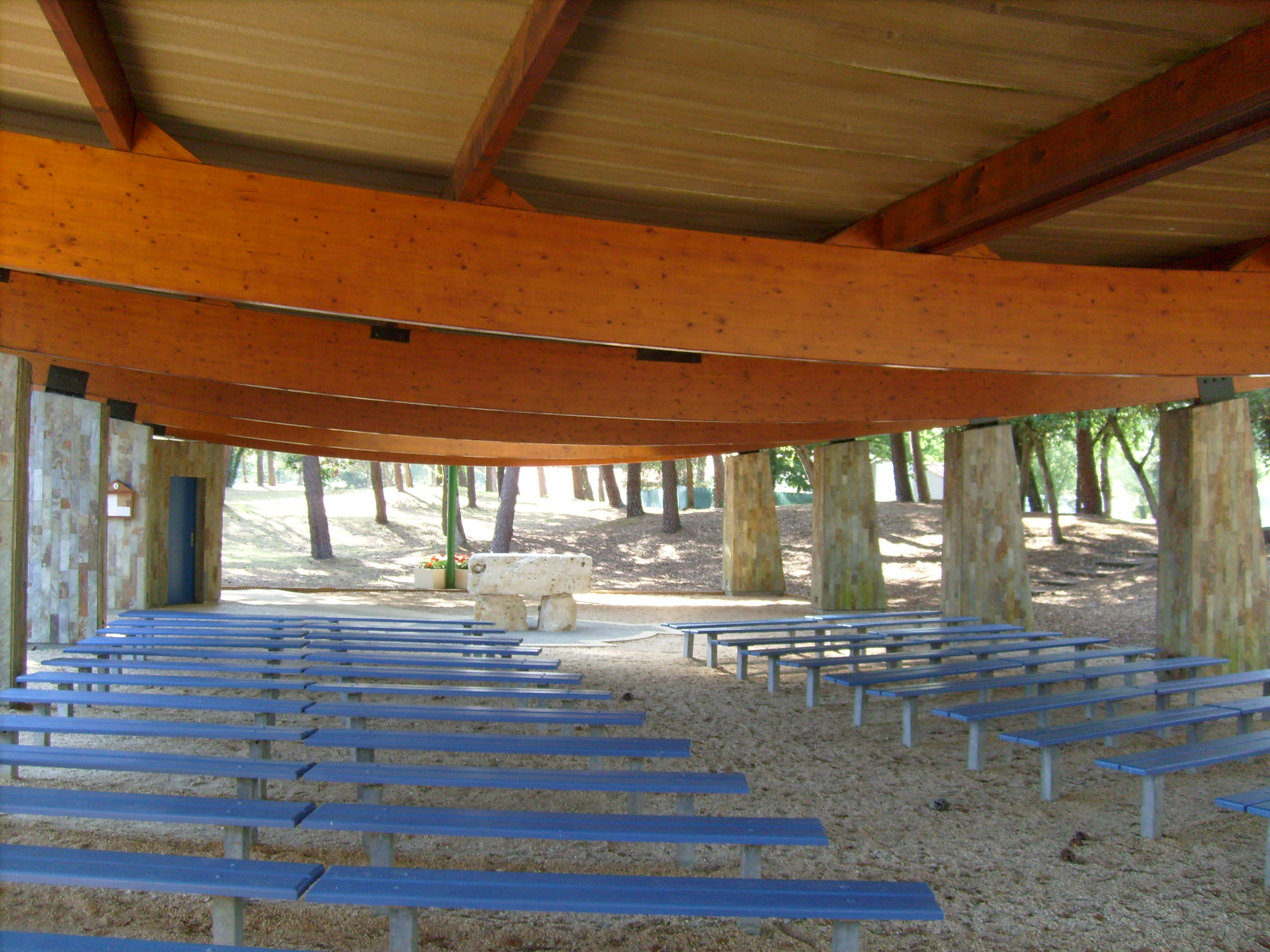
L'église Notre-Dame de La Palmyre.

À La Palmyre, la chapelle Notre-Dame est un petit édifice assez insolite, dont la principale particularité est d'être construit en plein air. Elle forme une simple halle de quatre travées, composée d'une charpente en pin maritime supportée par des piliers en grès.
Une ouverture pratiquée dans la toiture, au-dessus du maître-autel, assure son éclairage. Une sacristie est aménagée dans un angle du chœur.
L'ensemble, assez discret, est lové au creux des dunes, au milieu de la pinède.

De 1891 à 2006, Les Mathes possédaient un temple protestant. Avant la construction de ce temple, les offices protestants se tenaient clandestinement dans les bois du Grand-Logis. Le temple sera inauguré en 1891, désaffecté en 1955 et utilisé par La Poste, puis démoli en 2006. En 2011, le fronton du temple avec le verset biblique (Jean, 8,32) qui y était gravé sera reconstitué.

## Autres monuments
- Plusieurs autres villas : le Grand Logis, la villa Le Sextant, la villa de La Baraque, la villa Antoinette.
- Le sémaphore de la Coubre.
- Le château d'eau à La Palmyre.
- La ferme de Montsoucy où le frère de Napoléon Ier fut hébergé quelques jours.
- L'hippodrome de Royan-La Palmyre entre les Mathes et La Palmyre.
- La halle située derrière l'église.
- Le monument aux morts derrière l'église.

## Équipements et services

### Transports urbains
La commune est desservie depuis 2008 par la compagnie de bus Cara'bus qui est le réseau de la Communauté d'agglomération Royan Atlantique.

### Enseignement

Le collège Fernand-Garandeau de La Tremblade.

La commune des Mathes appartient à l'académie de Poitiers (zone A). Elle possède une école primaire publique, située rue Henri-Érable, en centre-ville. Un service de bus permet aux élèves scolarisés dans un établissement d'enseignement secondaire de rejoindre le collège de La Tremblade, situé à environ 10 kilomètres du centre-ville, ou les collèges et lycées de Royan.

### Santé
Deux médecins généralistes exercent actuellement dans la commune : l'un aux Mathes, l'autre à La Palmyre.
Une pharmacie est présente à La Palmyre.
Des infirmières assurent des permanences tant à La Palmyre (place d'Aquitaine) qu'aux Mathes (dans le cabinet médical avec deux kinésithérapeutes, une ostéopathe et une pédicure-podologue) .
Le centre hospitalier le plus proche se trouve à Royan.

### Sports

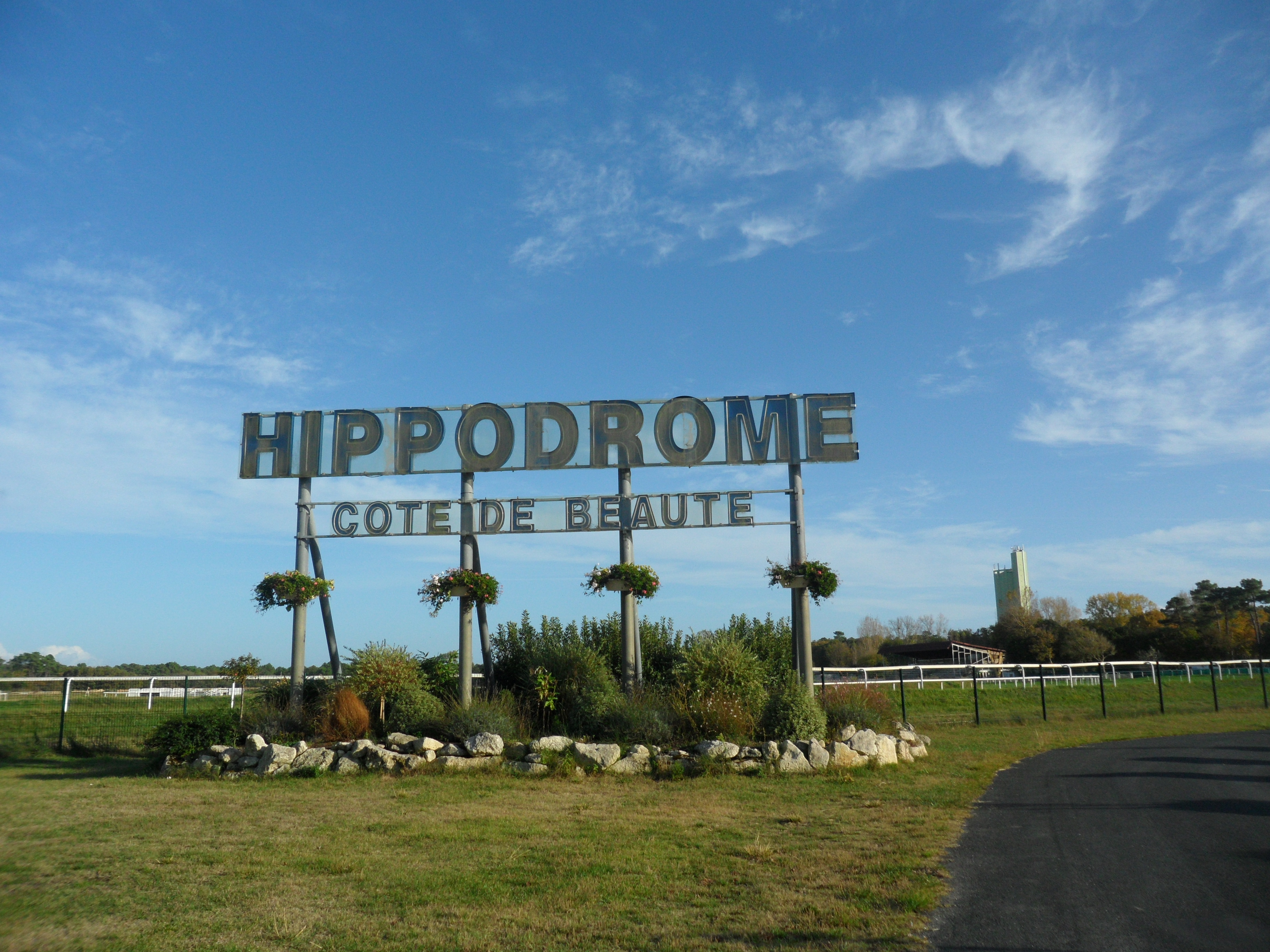
L'hippodrome en 2011.

Du fait de sa situation géographique, il est possible de pratiquer de nombreux sports nautiques à La Palmyre : la ville est connue pour ses spots de surf, répartis principalement sur la portion de littoral appelée la « Côte Sauvage », à proximité du phare de la Coubre. Le principal est le spot de La Palmyre-La Coubre, au nord du quartier du même nom.
De même, une école de voile propose des stages d'initiation ou de perfectionnement, ainsi que des promenades en kayak dans la baie de Bonne Anse.
Plus de 40 kilomètres de pistes cyclables sillonnent la commune, offrant des possibilités de randonnée à travers la forêt domaniale de la Coubre.
La commune est également équipée de l'hippodrome de Royan-La Palmyre, situé à mi-chemin entre La Palmyre et le bourg des Mathes.

## Personnalités liées à la commune
- Cosme Béchet : juriste saintongeais né à la Sablière aux Mathes vers 1620 qui est à l'origine de la publication, en 1689, du recueil de lois « L'usance de Saintonge ». Cosme Béchet fut aussi deux fois maire de Saintes, de 1662 à 1664 et de 1673 à 1675.
- Joseph Bonaparte (1768-1844) : est venu dans le village des Mathes pendant quelques jours, où il a séjourné au Grand Logis, avant de s'exiler aux États-Unis[64].
- Henri Érable (1903-1926) : pionnier de l'Aéropostale né dans le village en 1903.
- Claude Caillé (1931-2011) : créateur du zoo de la Palmyre mort et enterré en 2011 dans la commune.

## Galerie d'images

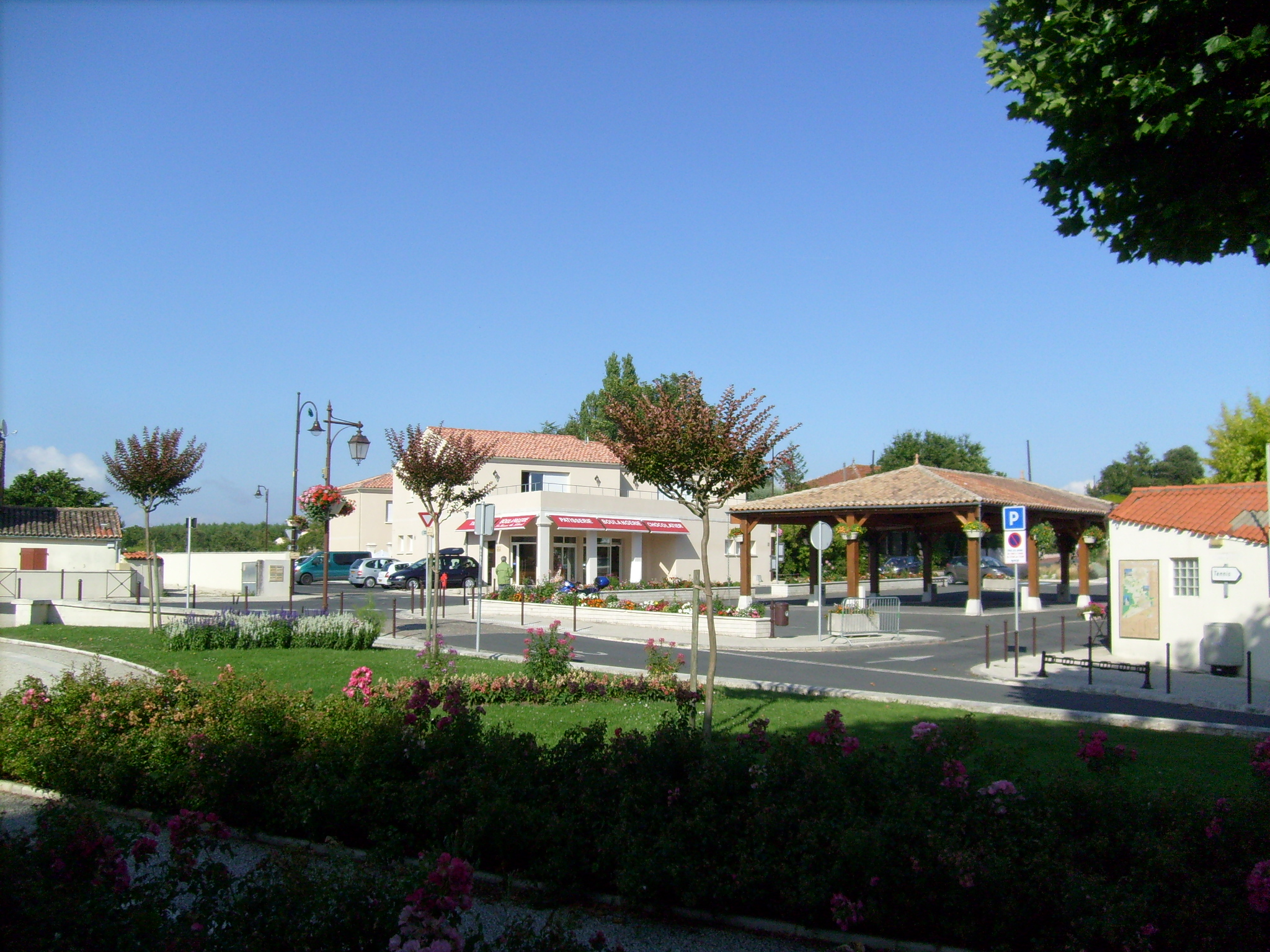
Place des halles, Les Mathes.
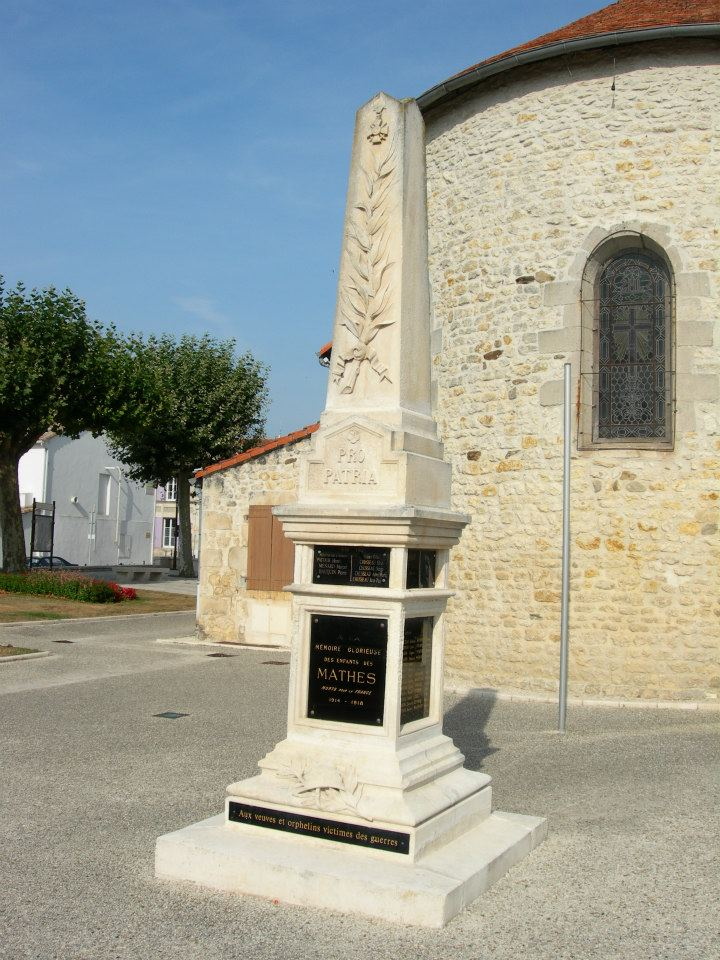
Le monument aux morts derrière l'église.
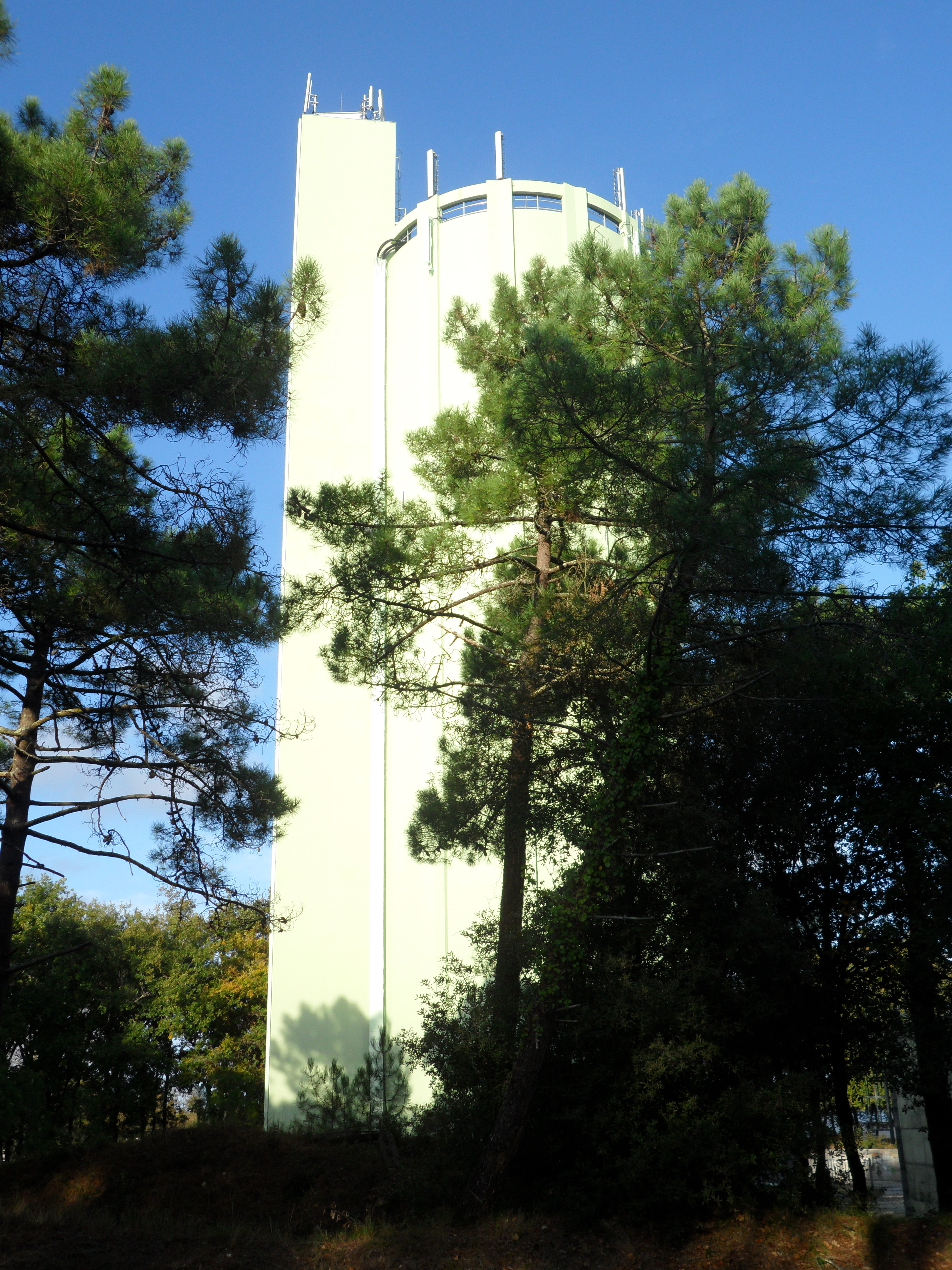
Le château d'eau des Mathes.
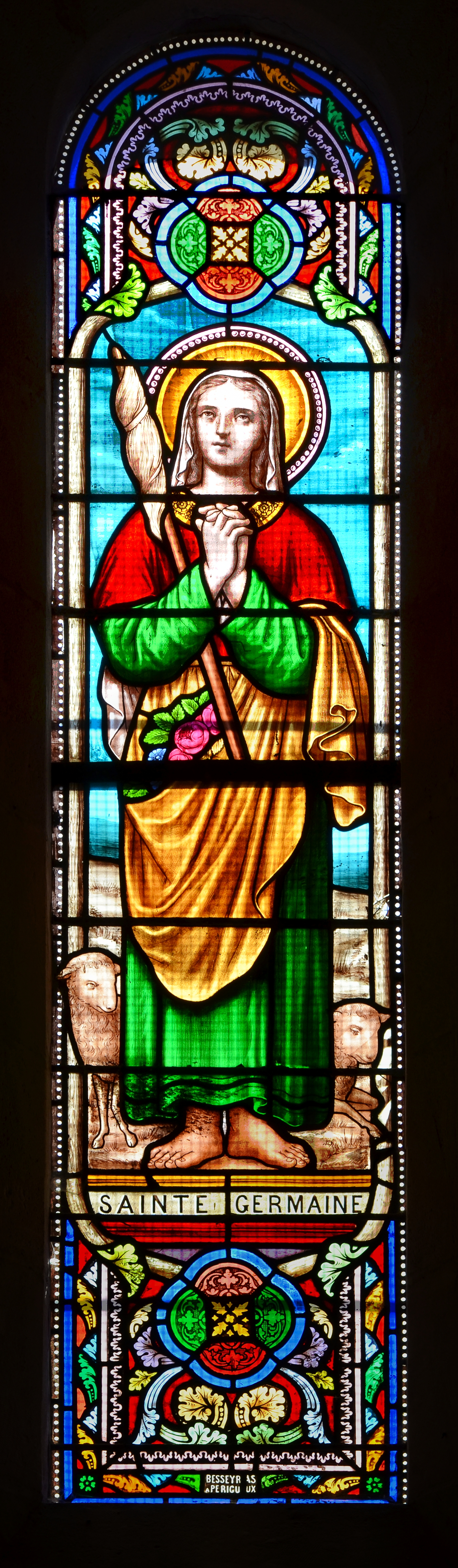
Vitrail de Jean Besseyrias.
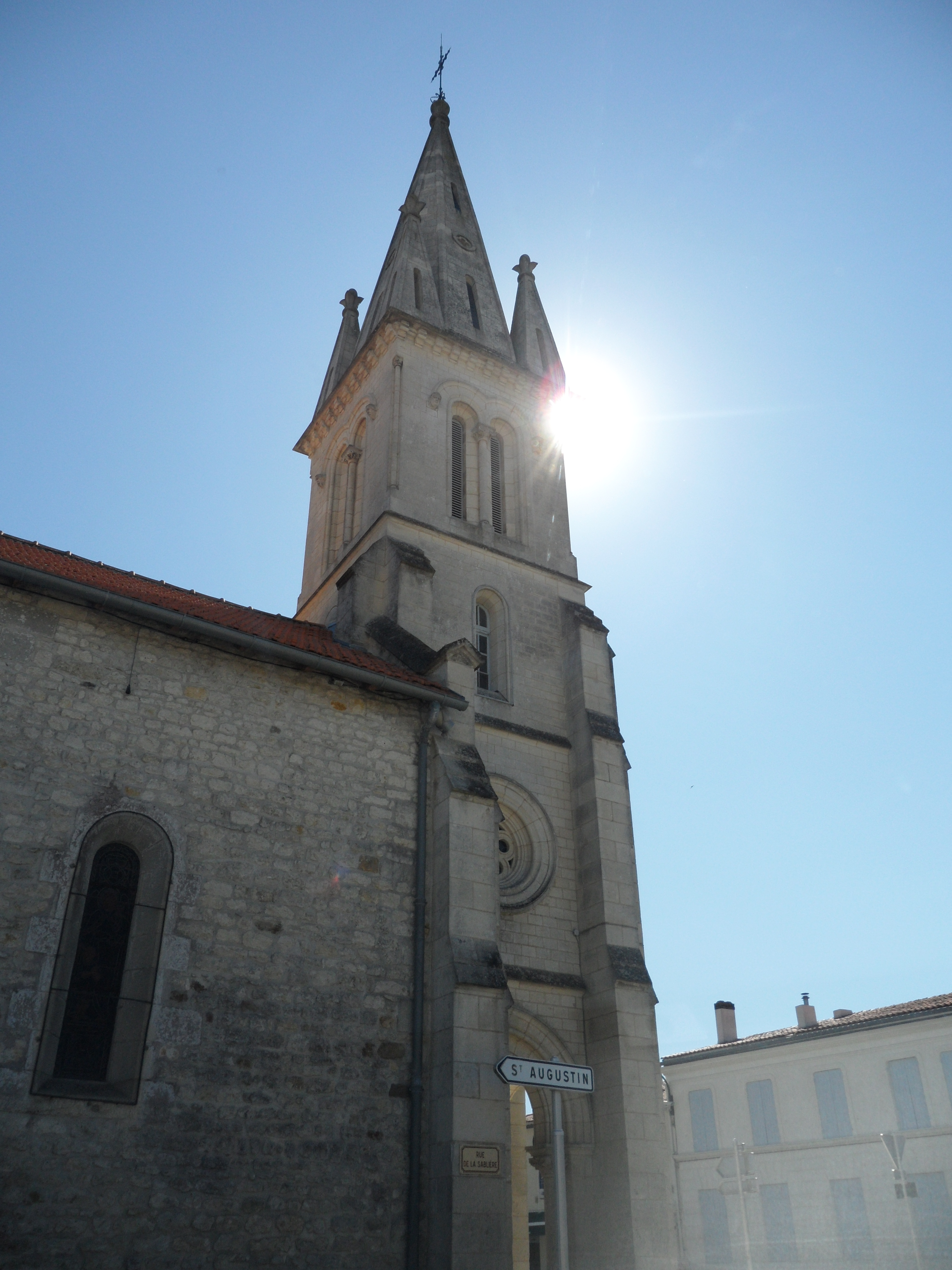
Jeu de lumière sur le clocher de l'église.
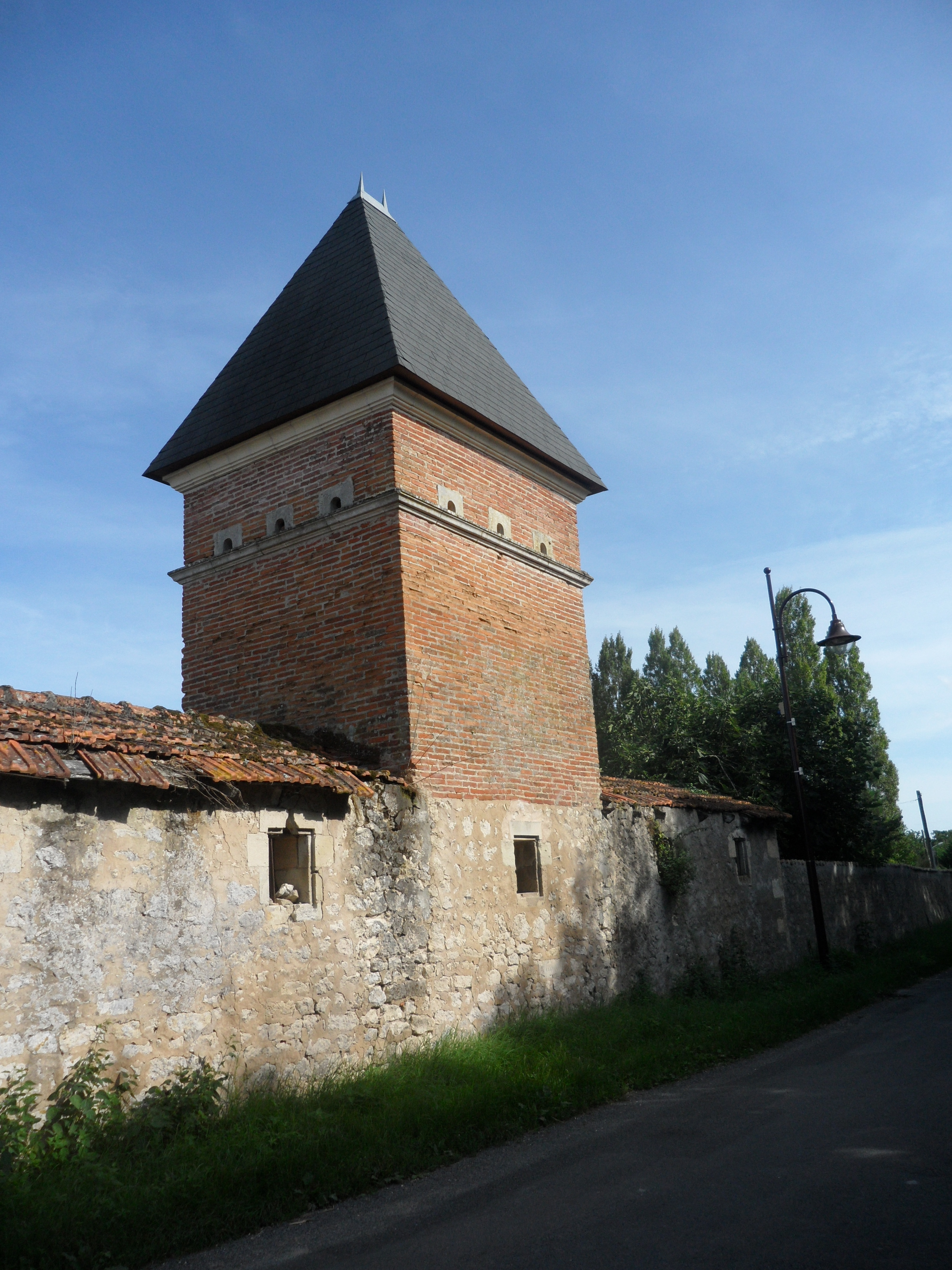
Le pigeonnier du logis des Chagnes.
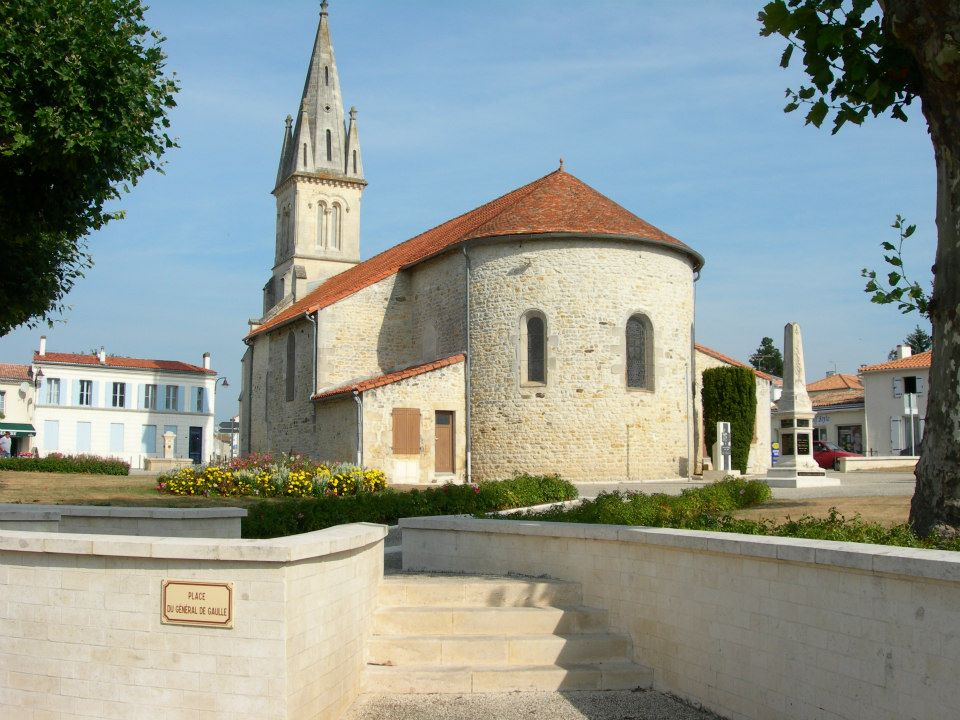
L'église et la place Charles de Gaulle.

## Vie locale

### Cultes
- Les offices catholiques sont célébrés à l'église Saint-Cyr-et-Sainte Julitte des Mathes le dimanche à 11 heures 15 et à l'église Notre-Dame de la Palmyre le dimanche à 10 heures. Des offices anglicans ont également lieu en saison, le dimanche à 9 heures 45 à l'église Saint-Cyr-et-Sainte Julitte et à 11 heures 30 à Notre-Dame de La Palmyre.
- Le culte protestant est quant à lui célébré au temple protestant de La Tremblade le dimanche à 10 heures[65]. 
L'ancien temple protestant de la commune était situé dans le centre-bourg des Mathes. Édifié en 1891, il formait un vaisseau unique de deux travées précédé d'une façade d'une grande sobriété, sur laquelle était gravé le verset biblique « la vérité vous affranchira » (Jean, 8,32). Désaffecté dès 1955, il fut démoli en 2006. En 2011, le fronton et le verset biblique du temple furent reconstitués.